# Santana do Paraíso
Santana do Paraíso é um município brasileiro no interior do estado de Minas Gerais, Região Sudeste do país. Localiza-se no Vale do Rio Doce e pertence à Região Metropolitana do Vale do Aço, estando situado a cerca de 240 km a leste da capital do estado. Ocupa uma área de pouco mais de 276 km², sendo 11 km² em área urbana, e sua população foi estimada em 48 286 habitantes em 2024.
O desbravamento da região da atual cidade teve início no século XIX, em expedições a mando de Dom João VI de Portugal que tinham como objetivo ocupar a região, o que só foi possível após a catequização dos indígenas locais por Guido Marlière, após 1819. Ele também foi o responsável pela abertura de estradas, que passaram a ser utilizadas por tropeiros. Na Cachoeira do Engenho Velho, próxima ao atual Centro da cidade, estabeleceu-se um ponto de descanso, que mais tarde se tornaria uma fazenda e um centro comercial, ao redor dos quais se formou o povoado conhecido como Taquaraçu, transformado no distrito de Santana do Paraíso em 1892.
O local registrou novos períodos de desenvolvimento sob influência dos complexos industriais do atual Vale do Aço entre as décadas de 40 e 50, sendo escolhido para a construção do Aeroporto de Ipatinga em 1959, que ainda é o único da região. O fácil acesso a Ipatinga, sede da Usiminas, incentivou o desenvolvimento urbano e a formação de um novo núcleo urbano em uma conurbação com a cidade vizinha, paralela à sede original do antigo distrito. Sob o status de cidade dormitório e em face de investimentos recentes na área da indústria em seu território, a emancipação ocorreu em 1992. A manutenção da atividade industrial na região contribuiu para a formação da Região Metropolitana do Vale do Aço, que corresponde a um dos principais polos urbanos do interior do estado.
Além da importância econômica e demográfica, o município também abriga diversas trilhas, matas, lagoas e cachoeiras abertas à visitação. Na cidade, um dos principais marcos é a Igreja Matriz de Santana, mantida pela paróquia local. O grupo de congado, o artesanato e eventos festivos, tais como o aniversário da cidade e as comemorações religiosas da Festa do Divino e do dia de Santa Ana, padroeira municipal, são algumas das principais manifestações culturais.

## História

### Colonização da região

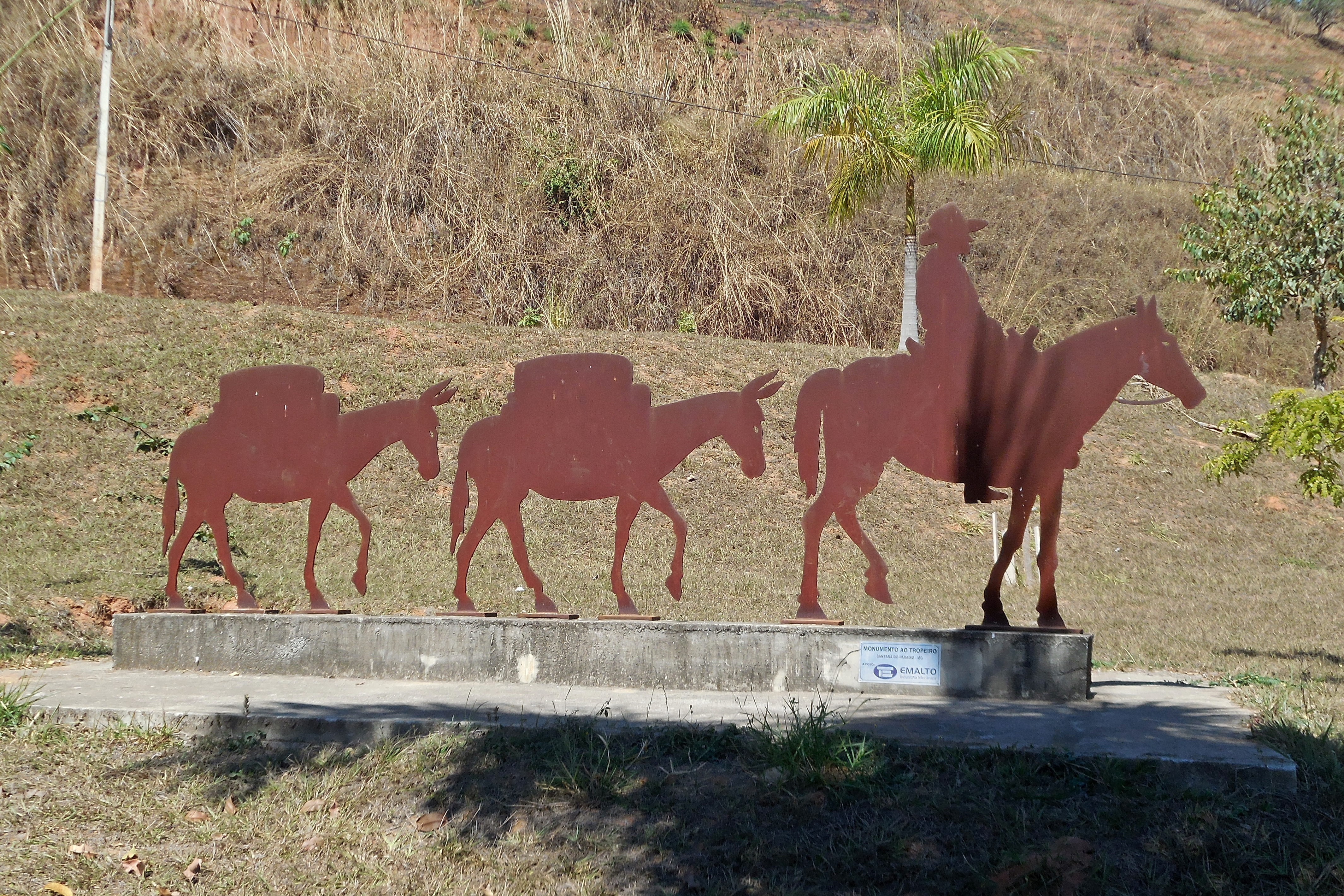
Monumento ao Tropeiro na MG-232

A área do atual município de Santana do Paraíso não reportou uma significativa colonização até meados do século XIX, exceto representantes dos Nack-ne-nuck, descendentes dos botocudos. Expedições à procura de metais preciosos também estiveram na região nas áreas próximas ao rio Doce, porém o desbravamento teve início somente após 1809, a mando de Dom João VI de Portugal, que visava a civilizar os indígenas do Vale do Rio Doce. Dessa forma, as terras foram repassadas a Antônio Rodrigues Taborda, que comandou as operações de ocupação, no entanto a resistência dos nativos, a mata densa e a proliferação de doenças tropicais desincentivavam a exploração.
Em 1819, o francês Guido Marlière foi nomeado administrador da região do rio Doce, tendo conquistado a pacificação dos índios e a abertura de estradas, muitas das quais passaram a ser utilizadas por tropeiros. Uma dessas estradas, que ligava Antônio Dias e Coronel Fabriciano a Ferros, passava pela Cachoeira do Engenho Velho, próxima ao atual Centro de Santana do Paraíso, onde se estabeleceu um ponto de parada. Esse local ficou conhecido como Taquaraçu, que significa "grande bambu", e se transformou em um ponto de referência e centro comercial, dando início ao surgimento de um povoamento.

### Expansão populacional e econômica

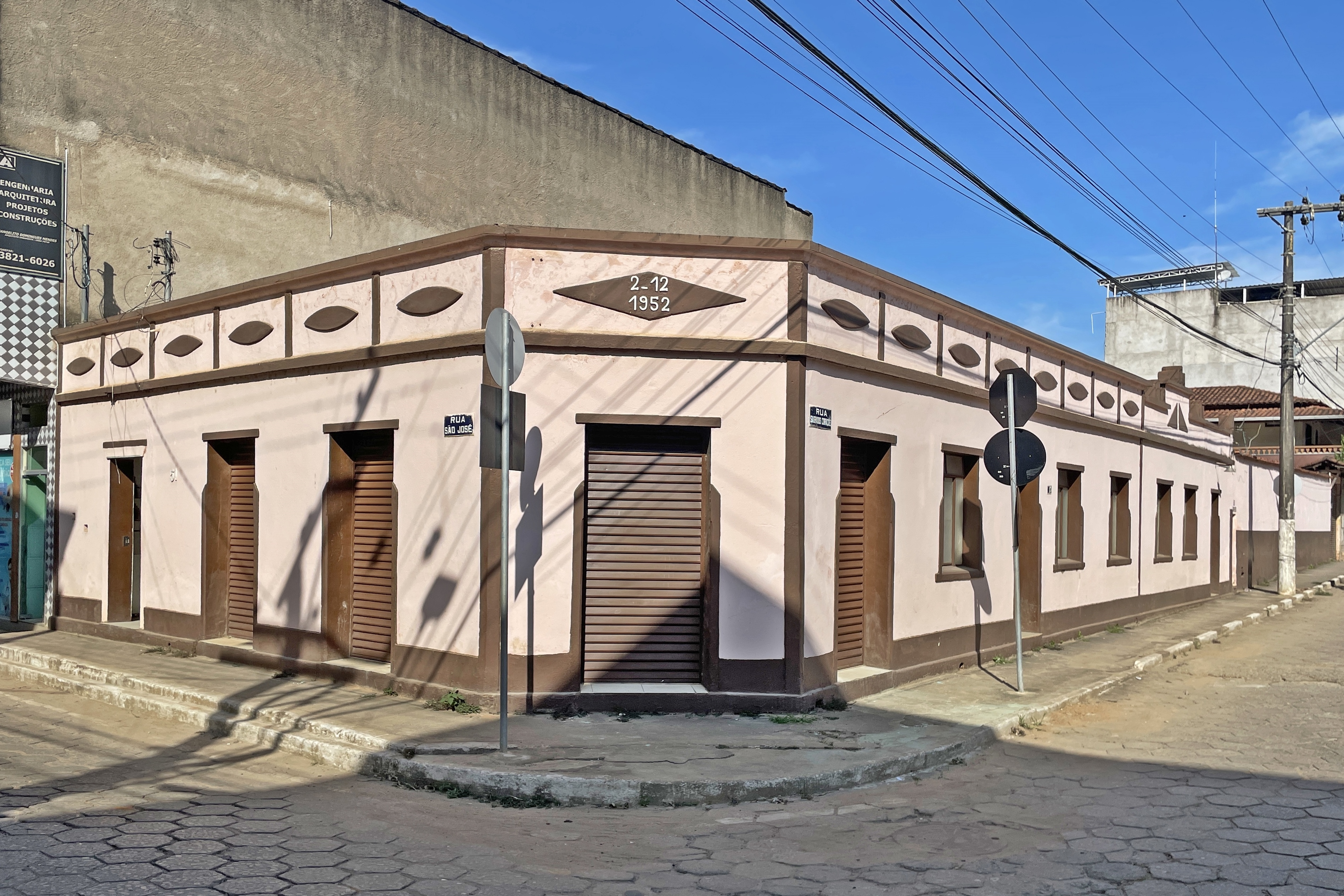
Edificação com escrito "1952" no Centro de Santana do Paraíso

O primeiro ponto comercial de Taquaraçu foi a Fazenda da Cachoeira do Engenho, que com o passar do tempo equipou-se com moinho, máquinas de limpar café e arroz e armazéns de cereais. A produtividade das terras, a farta caça e a variedade de cursos hídricos propícios à pesca incentivaram a locação de novos moradores. Expedições foram realizadas seguindo o curso do ribeirão do Achado e seus afluentes sob o contexto de explorar as terras locais, por volta de 1845. Em 16 de agosto de 1885, um grupo de moradores fez uma doação de terras em nome de Santa Ana, onde seriam construídas residências destinadas aos pobres. Nessa mesma ocasião, ocorreu a consagração da primeira igreja do povoado, dedicada a São Vicente.
Dado o desenvolvimento do povoado, pela lei municipal nº 26, de 16 de novembro de 1892, houve a criação do distrito, com a denominação de Ipanema e subordinado a Itabira. Pela lei estadual nº 556, de 30 de agosto de 1911, o distrito recebeu a denominação de Santana do Paraíso e passou a pertencer a Ferros, no entanto foi transferido para o município de Mesquita pela lei estadual nº 843, de 7 de setembro de 1923. A denominação "Santana do Paraíso" é uma referência à padroeira Santa Ana e aos atrativos naturais, que lembram um "paraíso". O local registrou novos períodos de desenvolvimento sob influência da instalação da Acesita em Timóteo, na década de 1940, e da Usiminas em Ipatinga, na década de 1950.
A proximidade de Santana do Paraíso com o chamado Vale do Aço, aliada ao fácil acesso a Ipatinga por meio da MG-232, favoreceu a expansão do núcleo urbano original do distrito. Por outro lado, uma nova zona de desenvolvimento se estabeleceu em outro trecho do território municipal, próximo à divisa com Ipatinga, cortado pela BR-381 e BR-458. Às margens dessas rodovias se estabeleceram diversos loteamentos, em especial após a década de 1980, tendo em vista também a instalação do Aeroporto de Ipatinga em território paraisense em 1959, próximo à BR-381. Com a locação desses novos bairros, surge uma conurbação com a zona urbana de Ipatinga paralela à sede original de Santana do Paraíso, incorporando o atual município à aglomeração urbana do Vale do Aço.

### Emancipação e século XXI

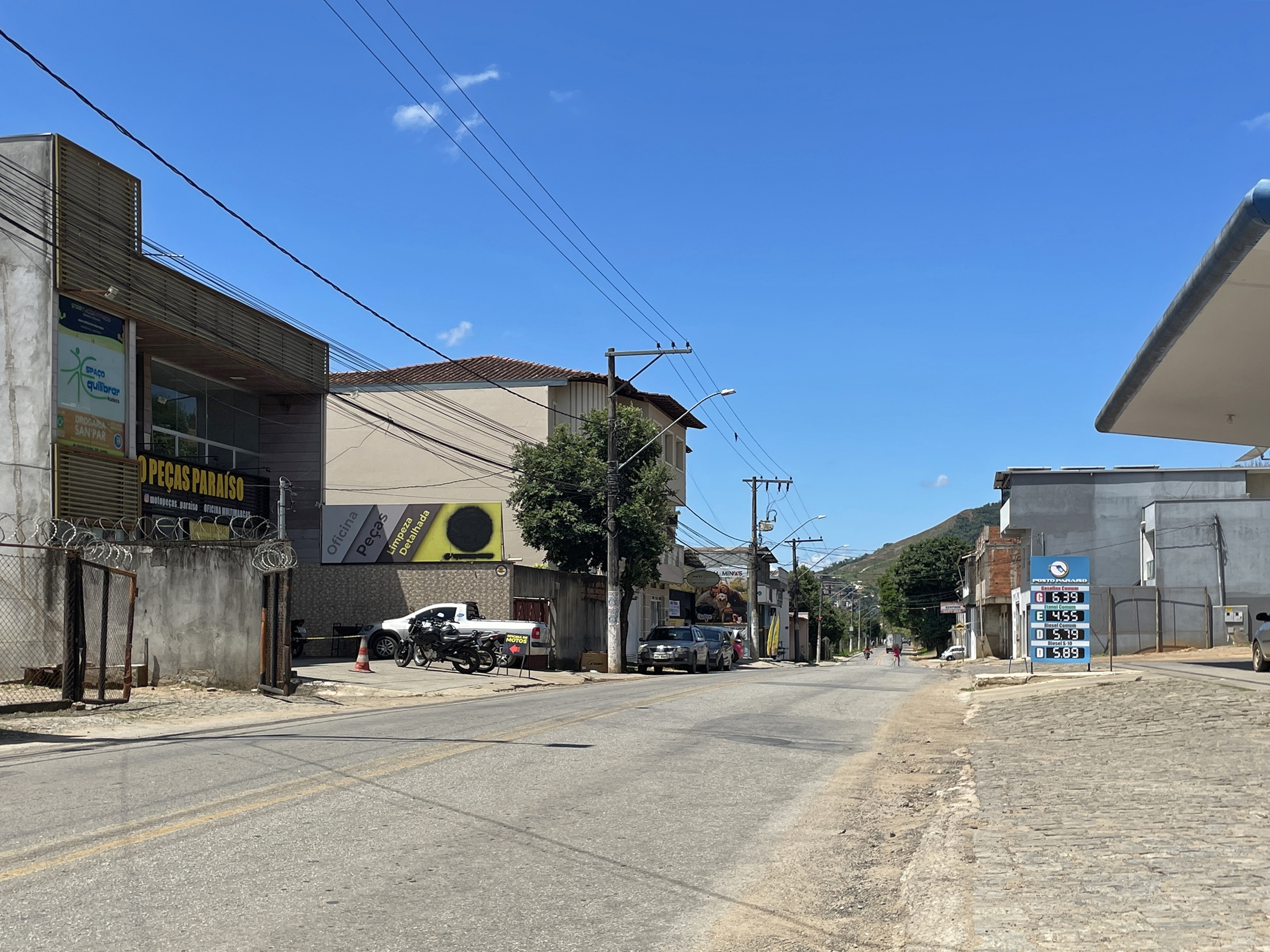
Avenida Minas Gerais (MG-232) no bairro Veraneio

Pelo fato de ser limítrofe com o perímetro urbano de Ipatinga e o fácil acesso a este, Santana do Paraíso observa as maiores taxas de evolução populacional do Vale do Aço entre as décadas de 90 e 2000. A estruturação de um distrito industrial na região do Aeroporto de Ipatinga também incentivou a instalação de empresas no território municipal. Tal desenvolvimento levou à emancipação mediante a lei estadual nº 10.704, de 27 de abril de 1992 e publicada em 28 de abril de 1992, instalando-se a 1º de janeiro de 1993. Nas áreas antes utilizadas para a agricultura e pecuária, aos poucos houve uma substituição pelo cultivo do eucalipto destinado a alimentar as usinas de produção de celulose da Cenibra, em Belo Oriente, cujos domínios de reflorestamento dominavam mais de 40% do território paraisense ao começo da década de 2010.
Sob o status de cidade dormitório e a proximidade da Usiminas, o município veio a receber investimentos e receitas da empresa, a exemplo das operações do aeroporto e da construção do aterro industrial juntamente ao aterro sanitário da Central de Resíduos do Vale do Aço (CRVA), inaugurado em 2003. Na década de 2000, também houve um projeto de construir uma unidade industrial no município, no entanto o projeto não foi procedido em decorrência da crise financeira de 2008–2012.
Paralelo ao desenvolvimento econômico do município, a conurbação com o aglomerado do Vale do Aço com ou sem relação com as empresas locais gerou, a partir da década de 1990, um crescimento de ocupações desorganizadas, desmatamento e loteamentos precários, em especial na periferia da cidade. Tendo em vista o súbito aumento populacional e a emancipação relativamente recente, Santana do Paraíso ficou carente de recursos e estrutura para promover as políticas públicas necessárias. Dessa forma, o crescimento urbano do município não foi acompanhado pelo desenvolvimento econômico e social que fosse capaz de suprir às necessidades da população.

## Geografia

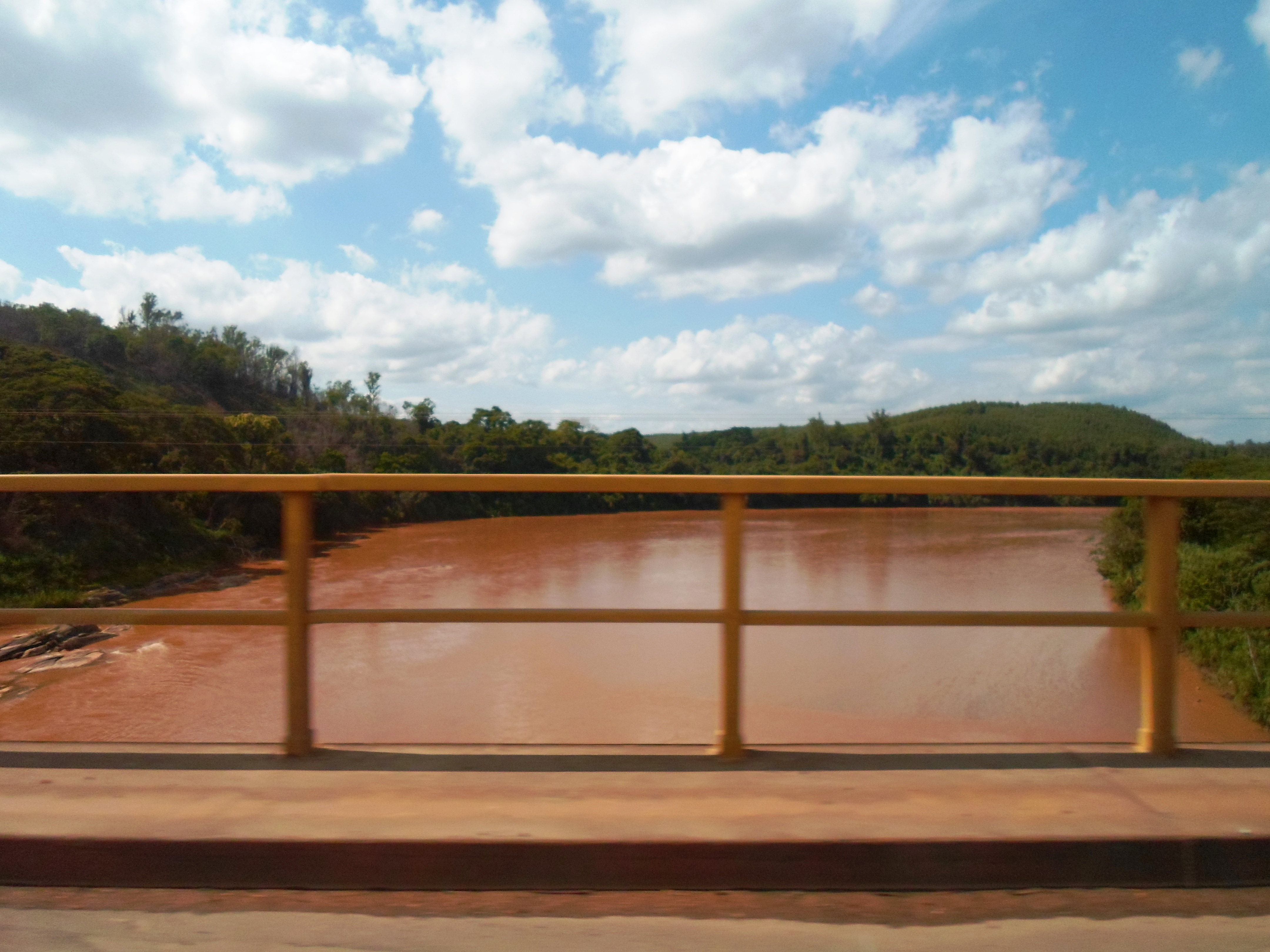
Rio Doce na Ponte Metálica, entre Caratinga e Santana do Paraíso.

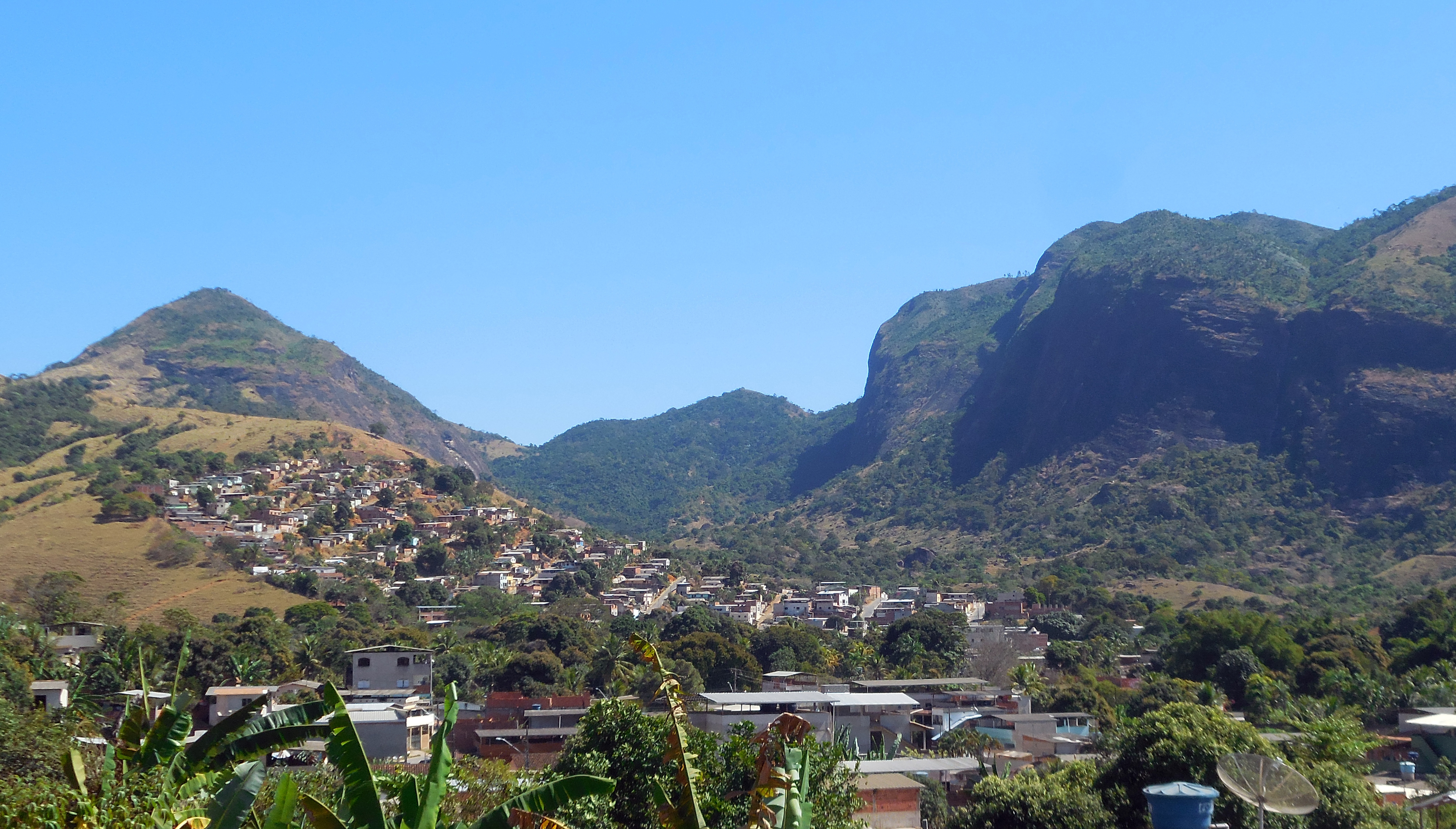
Bairro Residencial Paraíso com formações rochosas ao fundo

A área do município é de 276,067 km², representando 0,1713 % do estado de Minas Gerais, 0,1087 % da Região Sudeste do Brasil e 0,0118 % de todo o território brasileiro. Desse total 11,02 km² constituem a zona urbana. De acordo com a divisão regional vigente desde 2017, instituída pelo IBGE, o município pertence às Regiões Geográficas Intermediária e Imediata de Ipatinga. Até então, com a vigência das divisões em microrregiões e mesorregiões, fazia parte da microrregião de Ipatinga, que por sua vez estava incluída na mesorregião do Vale do Rio Doce.

### Relevo e hidrografia
A composição do relevo é resultado de uma dissecação fluvial atuante nas rochas granito-gnáissicas do período Pré-Cambriano. As altitudes médias variam entre 200 metros, a sul do território municipal, nas áreas próximas ao curso do rio Doce; a 850 metros na região da Serra do Achado, a noroeste, atingindo 1 100 metros na região da nascente do ribeirão do Achado. A sede da cidade, por sua vez, situa-se a 300 metros de altitude. Pode-se inferir que as áreas a sul apresentam planícies e terrenos ligeiramente ondulados, enquanto que à medida que se aproxima da Serra do Achado, na extremidade noroeste, o relevo se torna fortemente acidentado.
Santana do Paraíso se encontra na bacia do rio Doce, o qual divide o município dos territórios de Caratinga e Ipaba. De forma geral, o território municipal é abrangido por quatro sub-bacias principais, cujas águas correm para o rio Doce, sendo elas a dos córregos Bueiro e Entre Folhas e ribeirões Achado (144,4 km²) e Garrafa (45,7 km²), dentre as quais apenas as duas últimas citadas abrangem parcelas do perímetro urbano. O ribeirão do Achado nasce em uma área acidentada e além de conter centenas de outras nascentes em sua sub-bacia, abriga diversas cachoeiras em seu curso. Este leito é um afluente do ribeirão Taquaraçu, que é outro manancial expressivo na zona rural do município e deságua do rio Doce.

### Municípios limítrofes e região metropolitana
Santana do Paraíso faz limites com os municípios de Belo Oriente a norte, Ipaba a leste, Caratinga a sudeste, Ipatinga a sul e Mesquita a oeste. O intenso crescimento da região tem tornado inefetivas as fronteiras políticas entre seus municípios, formando-se a Região Metropolitana do Vale do Aço (RMVA), envolvendo Santana do Paraíso juntamente com as cidades de Coronel Fabriciano, Ipatinga e Timóteo, além dos outros 24 municípios que fazem parte do chamado colar metropolitano. Conforme já citado, Santana do Paraíso configura-se como uma cidade dormitório para a RMVA, ao passo de sediar o único aeroporto da região e de ser o município com a maior disponibilidade de áreas propícias ao crescimento urbano. A região se tornou conhecida internacionalmente em virtude das grandes empresas que sedia, a exemplo da Cenibra (em Belo Oriente), Aperam South America (em Timóteo) e Usiminas (Ipatinga), todas com um considerável volume de produtos exportados, e apesar de seu povoamento recente, corresponde a um dos principais polos urbanos do interior do estado.

### Clima

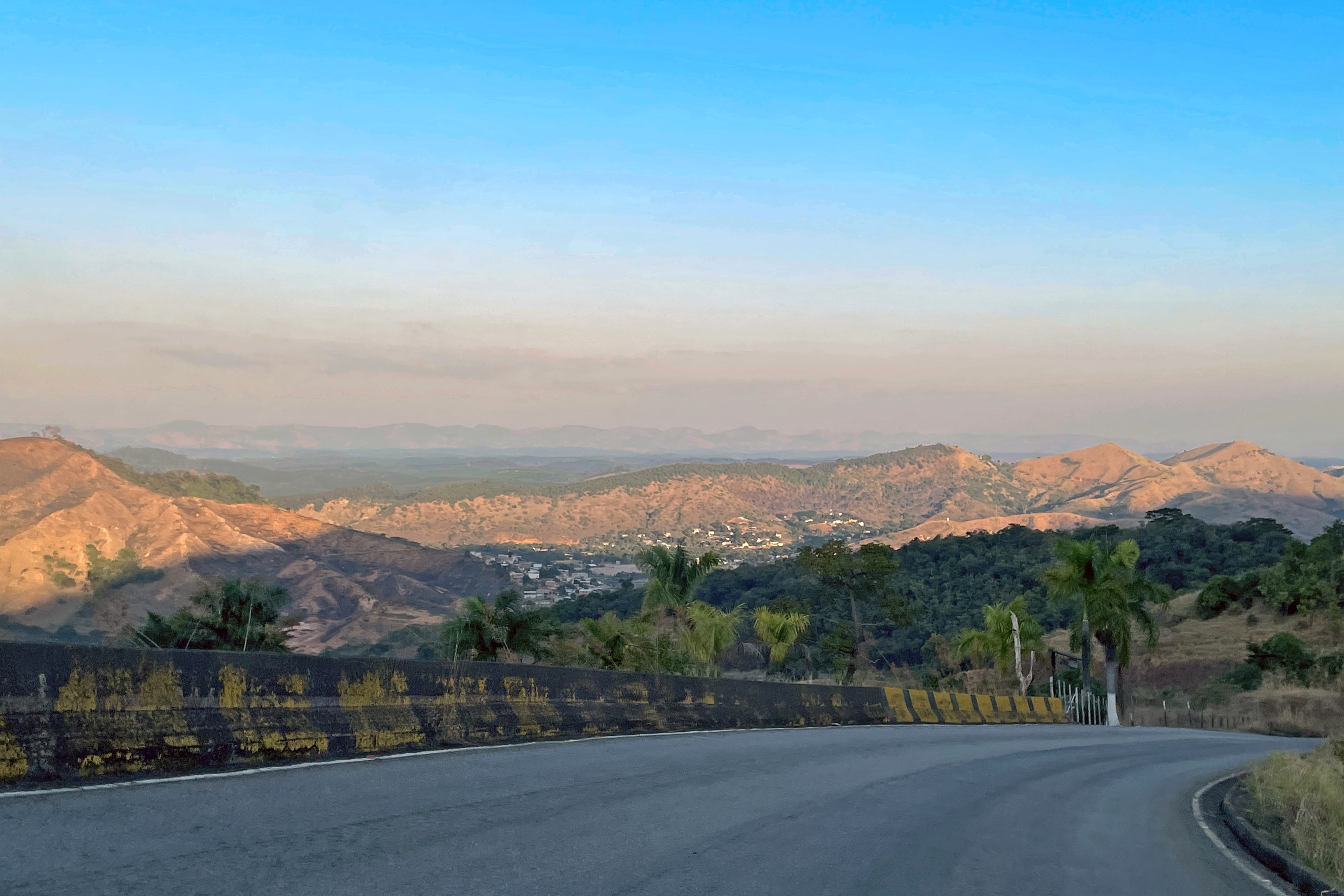
Vista parcial da cidade, a partir da estrada da Serra da Viúva, em um entardecer de inverno.

O clima paraisense é caracterizado como tropical quente semiúmido (tipo Aw segundo Köppen), com temperatura média anual de 24 °C e pluviosidade média de 1 150 mm/ano, concentrados entre os meses de outubro e abril. A estação chuvosa compreende os meses mais quentes, enquanto que a estação seca abrange os meses mornos. Outono e primavera, por sua vez, são estações de transição. A passagem entre os períodos seco e chuvoso é marcada por tempestades e amplitude térmica elevada, sobretudo entre o fim do inverno e a primavera.
As precipitações caem principalmente sob a forma de chuva e, esporadicamente, de granizo, podendo ainda vir acompanhadas de descargas elétricas e fortes rajadas de vento. De acordo com o Grupo de Eletricidade Atmosférica do Instituto Nacional de Pesquisas Espaciais (ELAT/INPE) em 2018, o município apresenta uma densidade de descargas de 2,007 raios por km²/ano, estando na 513ª posição a nível estadual e na 3 966ª a nível nacional. Nevoeiros ocorrem quando há combinação de alta umidade e baixas temperaturas. No entanto, baixos índices de umidade podem ser registrados durante a estação seca ou em longos veranicos. Nesses períodos, o ar seco em associação à poluição favorece a concentração de poluentes na atmosfera, contribuindo com a piora da qualidade do ar.
O vento dominante é originado na direção leste e, no período mais ventoso do ano, entre os dias 1º de agosto e 29 de novembro, a velocidade média é de 10,7 quilômetros, tendo uma ligeira concentração entre setembro e outubro. Na época mais calma, de março a junho, a velocidade média varia entre 8 e 9 quilômetros por hora. No Aeroporto de Ipatinga, há registros de valores extremos de temperatura que vão de 6 °C em 19 de maio de 2022 a 40 °C nos dias 31 de outubro de 2012 e 18 de novembro de 2023. Em 16 de outubro de 2015, a umidade relativa do ar mínima chegou a 17%. Na madrugada de 12 de janeiro de 2025, Santana do Paraíso foi atingida por uma tempestade de 216 mm em poucas horas, segundo medições da prefeitura, que apontou que esse volume de chuva foi o maior já registrado no município. Esse evento provocou enchentes e deslizamentos em várias partes da cidade, deixando uma pessoa morta.
| Dados climatológicos para Santana do Paraíso | Dados climatológicos para Santana do Paraíso | Dados climatológicos para Santana do Paraíso | Dados climatológicos para Santana do Paraíso | Dados climatológicos para Santana do Paraíso | Dados climatológicos para Santana do Paraíso | Dados climatológicos para Santana do Paraíso | Dados climatológicos para Santana do Paraíso | Dados climatológicos para Santana do Paraíso | Dados climatológicos para Santana do Paraíso | Dados climatológicos para Santana do Paraíso | Dados climatológicos para Santana do Paraíso | Dados climatológicos para Santana do Paraíso | Dados climatológicos para Santana do Paraíso |
| Mês                                          | Jan                                          | Fev                                          | Mar                                          | Abr                                          | Mai                                          | Jun                                          | Jul                                          | Ago                                          | Set                                          | Out                                          | Nov                                          | Dez                                          | Ano                                          |
| -------------------------------------------- | -------------------------------------------- | -------------------------------------------- | -------------------------------------------- | -------------------------------------------- | -------------------------------------------- | -------------------------------------------- | -------------------------------------------- | -------------------------------------------- | -------------------------------------------- | -------------------------------------------- | -------------------------------------------- | -------------------------------------------- | -------------------------------------------- |
| Temperatura máxima média (°C)                | 31,9                                         | 32,5                                         | 30,9                                         | 30,1                                         | 28,4                                         | 27,5                                         | 27,3                                         | 28,6                                         | 29                                           | 29,7                                         | 30                                           | 30,5                                         | 29,7                                         |
| Temperatura média (°C)                       | 26,1                                         | 26,5                                         | 25,4                                         | 24,3                                         | 22,5                                         | 21,1                                         | 20,8                                         | 21,9                                         | 23                                           | 24,2                                         | 24,7                                         | 25,2                                         | 23,8                                         |
| Temperatura mínima média (°C)                | 20,4                                         | 20,5                                         | 20                                           | 18,6                                         | 16,6                                         | 14,7                                         | 14,4                                         | 15,2                                         | 17                                           | 18,8                                         | 19,5                                         | 20                                           | 18                                           |
| Precipitação (mm)                            | 208                                          | 115                                          | 122                                          | 70                                           | 29                                           | 18                                           | 12                                           | 15                                           | 37                                           | 104                                          | 206                                          | 211                                          | 1 147                                        |
| Fonte: Climate-Data.org                      |                                              |                                              |                                              |                                              |                                              |                                              |                                              |                                              |                                              |                                              |                                              |                                              |                                              |

### Ecologia e meio ambiente

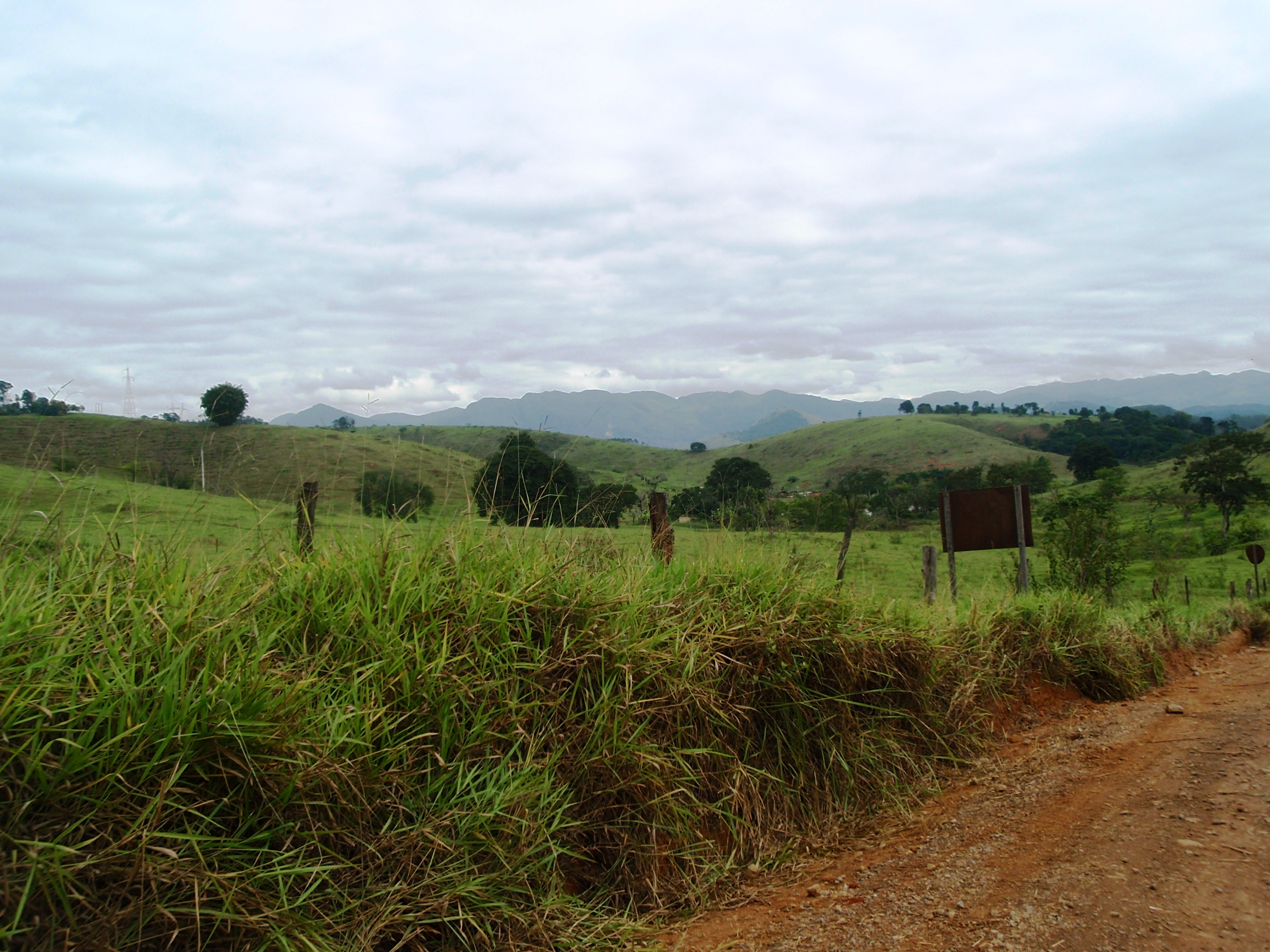
Pastagens na zona rural de Santana do Paraíso

A vegetação nativa pertence ao domínio florestal Atlântico (Mata Atlântica), restando poucas regiões fragmentadas em meio a áreas reflorestadas, pastagens e ao perímetro urbano. O predomínio, no entanto, é da monocultura de reflorestamento com eucalipto, que ocupa área maior que o bioma original, tendo como finalidade a produção de matéria-prima para a fábrica de celulose da Cenibra. Em 2009, os plantios de eucalipto ocupavam 9 608,59 hectares ou 34,97% do território de Santana do Paraíso. Nesse mesmo ano, 187,36 hectares (0,68%) eram cobertos por cursos hídricos e 742,89 hectares (2,7%) eram áreas urbanizadas. Em 2014, as plantações de eucalipto ocupavam 140,830 km² (50,72% da área do município), enquanto que a Mata Atlântica nativa abrangia 10,220 km² (3,62% da área total).
Santana do Paraíso conta com uma área de proteção ambiental (APA), que aliada a áreas de preservação vizinhas, como a Serra dos Cocais em Coronel Fabriciano e outras APAs em Ipatinga e Belo Oriente, constitui um corredor ecológico até o Parque Estadual do Rio Doce (PERD), que por sua vez é o maior remanescente de Mata Atlântica e um dos principais sistemas lacustres do estado. Parte das APAs locais, no entanto, é usada para pastagens ou cultivo de eucalipto. A APA de Santana do Paraíso, criada pelo decreto municipal nº 066 de 10 de maio de 1999, conta com 19,12 km² e abriga, além de remanescentes de Mata Atlântica, diversas lagoas e cachoeiras que são abertas à visitação.
Alguns dos principais problemas ambientais que a cidade sofre são as enchentes, que no período chuvoso provocam grandes estragos nas áreas mais baixas e populosas, e os deslizamentos de terra nos morros e encostas. As causas desses embaraços muitas vezes são as construções de residências em encostas de morros e zonas de risco, além do lixo e do esgoto despejado nos córregos e ribeirões. A região central da cidade e o bairro Águas Claras, que se estabeleceram às margens de cursos hídricos, normalmente são algumas áreas das mais atingidas por enchentes. As queimadas florestais destroem a mata nativa, comprometendo a qualidade do solo e prejudicando ainda a qualidade do ar, sendo que a cidade também é afetada pela poluição atmosférica gerada nas usinas do Vale do Aço.

## Demografia
Em 2022, a população foi estimada em 44 800 habitantes pelo censo daquele ano, realizado pelo Instituto Brasileiro de Geografia e Estatística (IBGE), o que representa um aumento de 64,31% em relação a 2010, quando foram contabilizados 27 265 moradores. Essa é a segunda maior taxa de crescimento populacional em Minas Gerais neste período, perdendo apenas para o município de Extrema (87,01%). Segundo o censo de 2022, 22 125 habitantes eram homens (49,38%) e 22 675 habitantes mulheres (50,61%). Ainda segundo o mesmo censo, 43 623 habitantes viviam na zona urbana (97,37%) e 1 177 na zona rural (2,63%).
Da população total em 2022, 9 342 habitantes (20,86%) tinham menos de 15 anos de idade, 5 916 (13,21%) tinham de 15 a 24 anos, 12 277 (27,41%) tinham de 25 a 39 anos, 13 922 (31,08%) tinham de 40 a 64 anos e 3 343 (7,46%) possuíam 65 anos ou mais. Em 2010, a esperança de vida ao nascer era de 77,7 anos e a taxa de fecundidade total por mulher era de 1,9.

### Indicadores e desigualdade

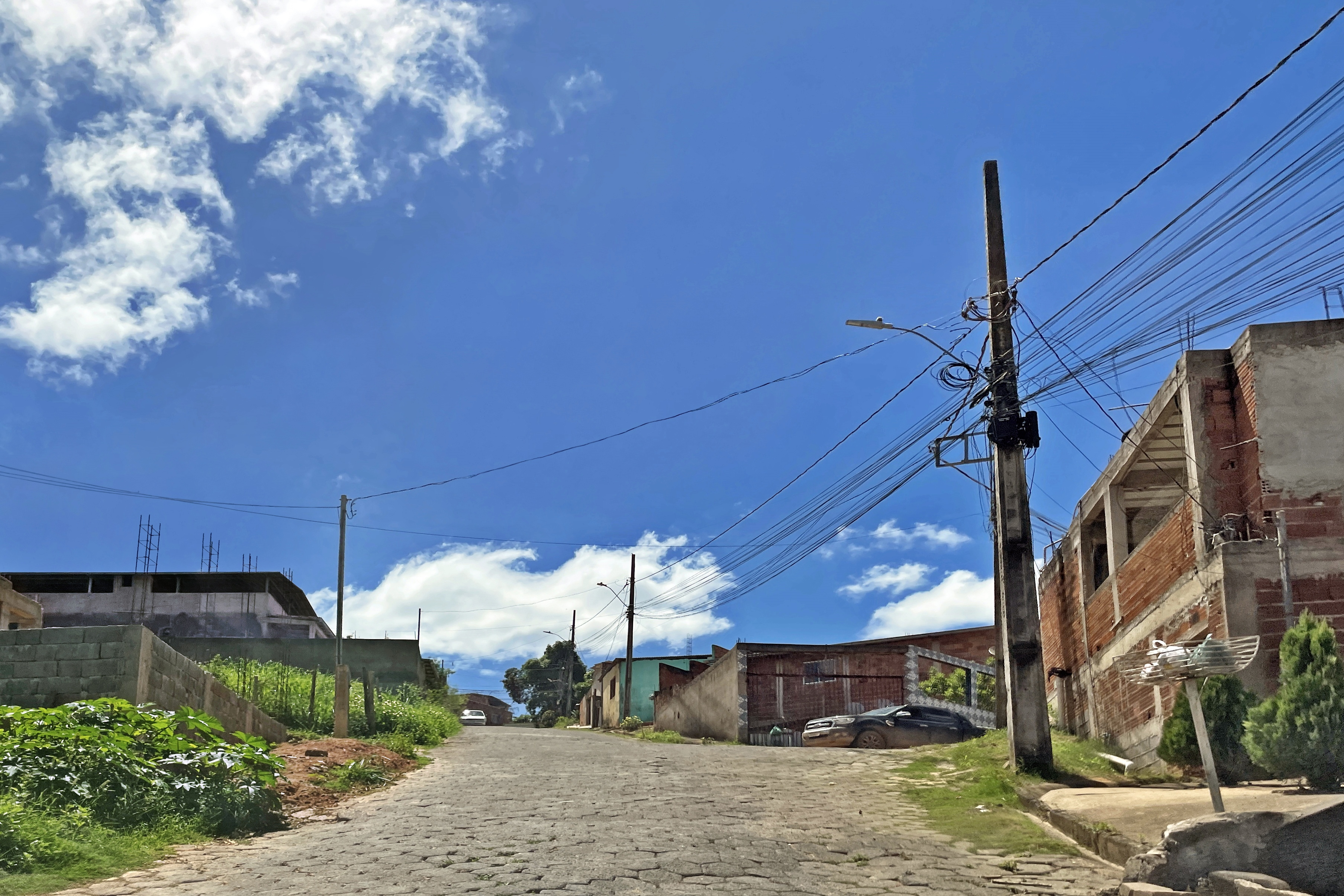
Rua residencial em morro no bairro Alto Santana

O Índice de Desenvolvimento Humano Municipal (IDH-M) de Santana do Paraíso é considerado médio pelo Programa das Nações Unidas para o Desenvolvimento (PNUD), sendo que seu valor é de 0,685 (o 2309º maior do Brasil). A cidade possui a maioria dos indicadores próximos ou abaixo da média nacional segundo o PNUD. Considerando-se apenas o índice de educação o valor é de 0,552, o valor do índice de longevidade é de 0,878 e o de renda é de 0,663. De 2000 a 2010, a proporção de pessoas com renda domiciliar per capita de até meio salário mínimo reduziu em 69,0% e em 2010, 88,9% da população vivia acima da linha de pobreza, 7,3% encontrava-se na linha da pobreza e 3,8% estava abaixo e o coeficiente de Gini, que mede a desigualdade social, era de 0,431, sendo que 1,00 é o pior número e 0,00 é o melhor. A participação dos 20% da população mais rica da cidade no rendimento total municipal era de 47,0%, ou seja, 8,9 vezes superior à dos 20% mais pobres, que era de 5,3%.
O rápido crescimento populacional registrado após a emancipação de Santana do Paraíso fez com que a expansão urbana do município não fosse acompanhada pelo desenvolvimento econômico e social que fosse capaz de suprir às necessidades da população, sendo consideráveis as ocupações desorganizadas e os loteamentos precários, em especial na periferia da cidade. Várias subdivisões contam com deficiências como acentuada declividade, vias sem drenagem e terraplenagem insuficiente, impossibilitando a construção de moradias ou gerando ocupações indevidas. Em 2012, cerca de 55% dos lotes aprovados no município se encontravam desocupados.

### Etnias e religião

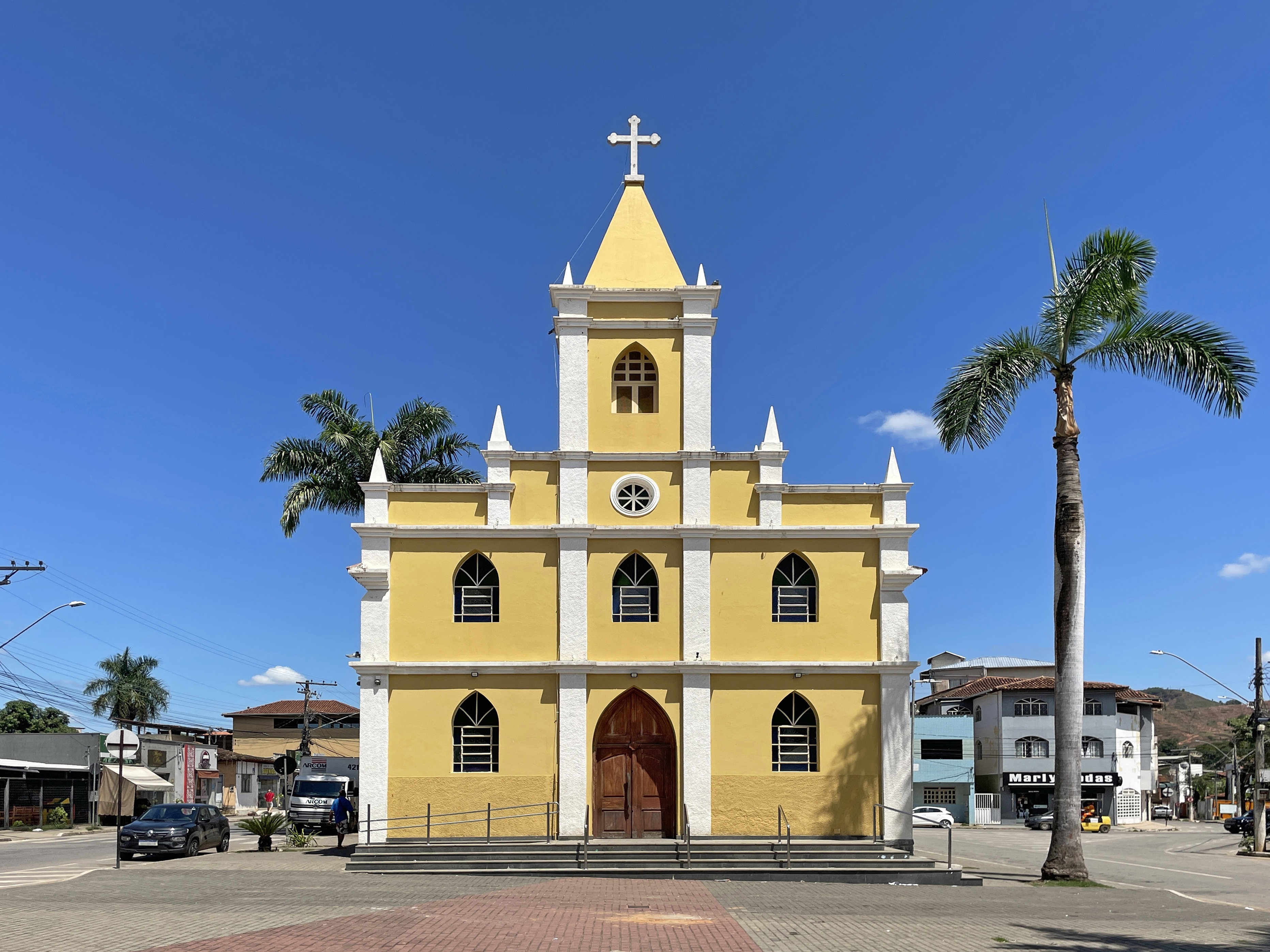
Igreja Matriz de Santana

Em 2022, a população era composta por 26 169 pardos (58,41%), 13 150 brancos (29,35%), 5 417 negros (12,09%), 48 amarelos (0,11%) e 16 indígenas (0,04%). Em 2010, considerando-se a região de nascimento, 26 593 eram nascidos no Sudeste (97,54%), 319 na Região Nordeste (1,17%), 87 no Centro-Oeste (0,32%), 54 no Sul (0,20%) e 29 no Norte (0,11%). 25 451 habitantes eram naturais de Minas Gerais (93,35%) e, desse total, 9 323 eram nascidos em Santana do Paraíso (34,20%). Entre os 1 814 naturais de outras unidades da federação, São Paulo era o estado com maior presença, com 693 pessoas (2,54%), seguido pelo Espírito Santo, com 261 residentes (0,96%), e pelo Rio de Janeiro, com 188 habitantes residentes no município (0,69%).
De acordo com dados do censo de 2022 realizado pelo IBGE, a população municipal com dez anos de idade ou mais está composta por 17 482 católicos (45,69% do total), 15 982 evangélicos (41,77%), 1 960 pessoas sem religião (5,12%), 140 da umbanda e candomblé (0,37%) e os 7,05% restantes estão divididos entre outras religiões. A Paróquia Santana, que faz parte da Região Pastoral III da Diocese de Itabira-Fabriciano, abrange o território municipal e está dividida em 12 comunidades. Sua sede, a Igreja Matriz de Santana, está situada no Centro de Santana do Paraíso e corresponde a um dos principais marcos do município.

## Política e administração

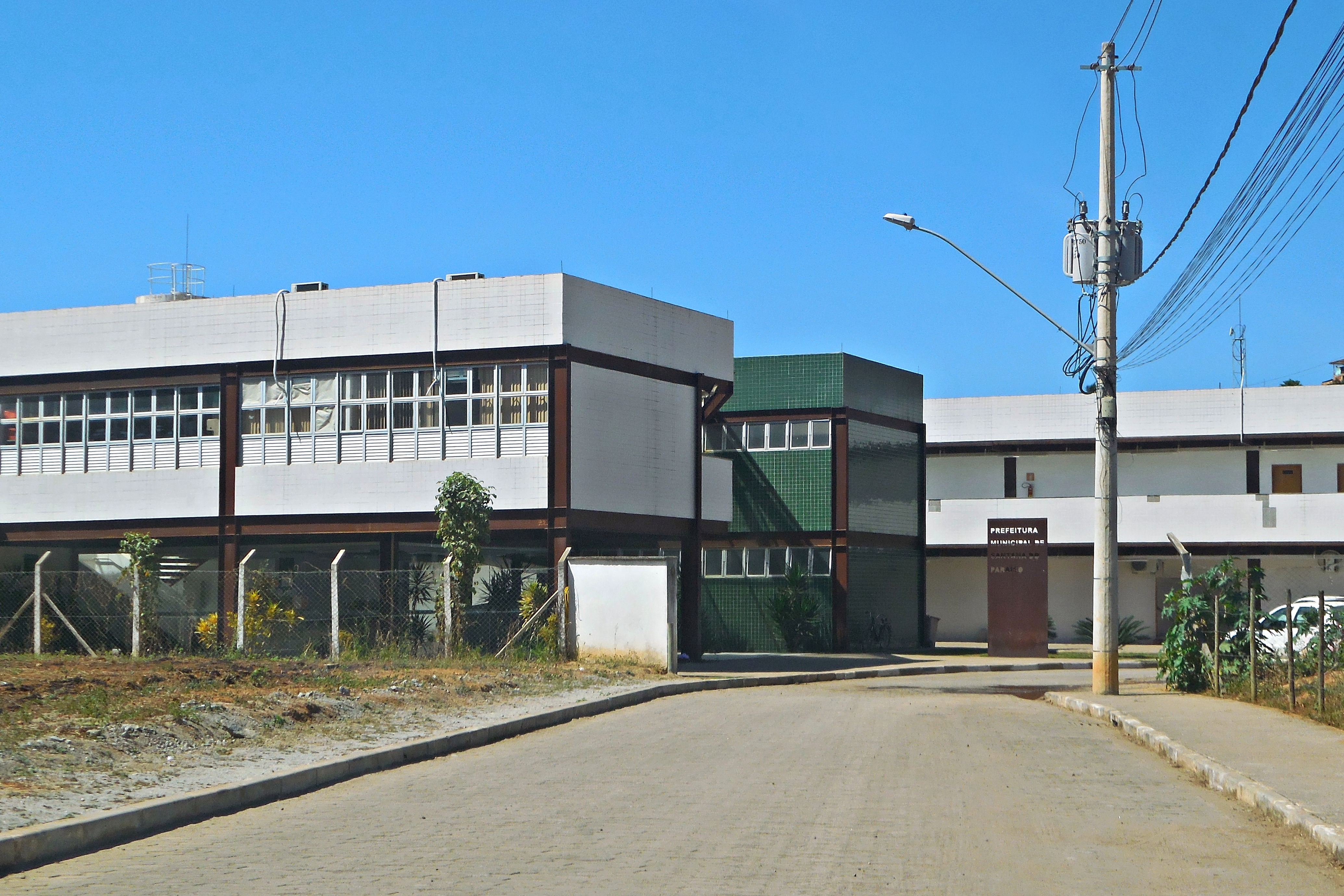
Prefeitura de Santana do Paraíso

A administração municipal se dá pelos Poderes Executivo e Legislativo. O Executivo é exercido pelo prefeito, auxiliado pelo seu gabinete de secretários. O primeiro representante do Poder Executivo do município foi Antônio Luiz, o Maneca, eleito após a emancipação da cidade. O prefeito que venceu as eleições municipais de 2024 foi Bruno Morato Campos, reeleito pelo Avante com 90,02% dos votos válidos para seu segundo mandato consecutivo, ao lado de José Anício de Almeida (o Oliveirinha, MDB) como vice-prefeito. O Poder Legislativo, por sua vez, é constituído pela câmara municipal, composta por onze vereadores. Cabe à casa elaborar e votar leis fundamentais à administração e ao Executivo, especialmente o orçamento participativo (lei de diretrizes orçamentárias).
Em complementação ao processo Legislativo e ao trabalho das secretarias, existem também conselhos municipais em atividade, entre os quais direitos da criança e do adolescente (criado em 1996) e tutelar (1996). Santana do Paraíso se rege por sua lei orgânica, promulgada em 1º de maio de 1990, e desde março de 2010 é termo da Comarca de Ipatinga, do Poder Judiciário estadual, juntamente com o município de Ipaba. O município possuía, em setembro de 2024, 25 989 eleitores, de acordo com o Tribunal Superior Eleitoral (TSE).

## Subdivisões

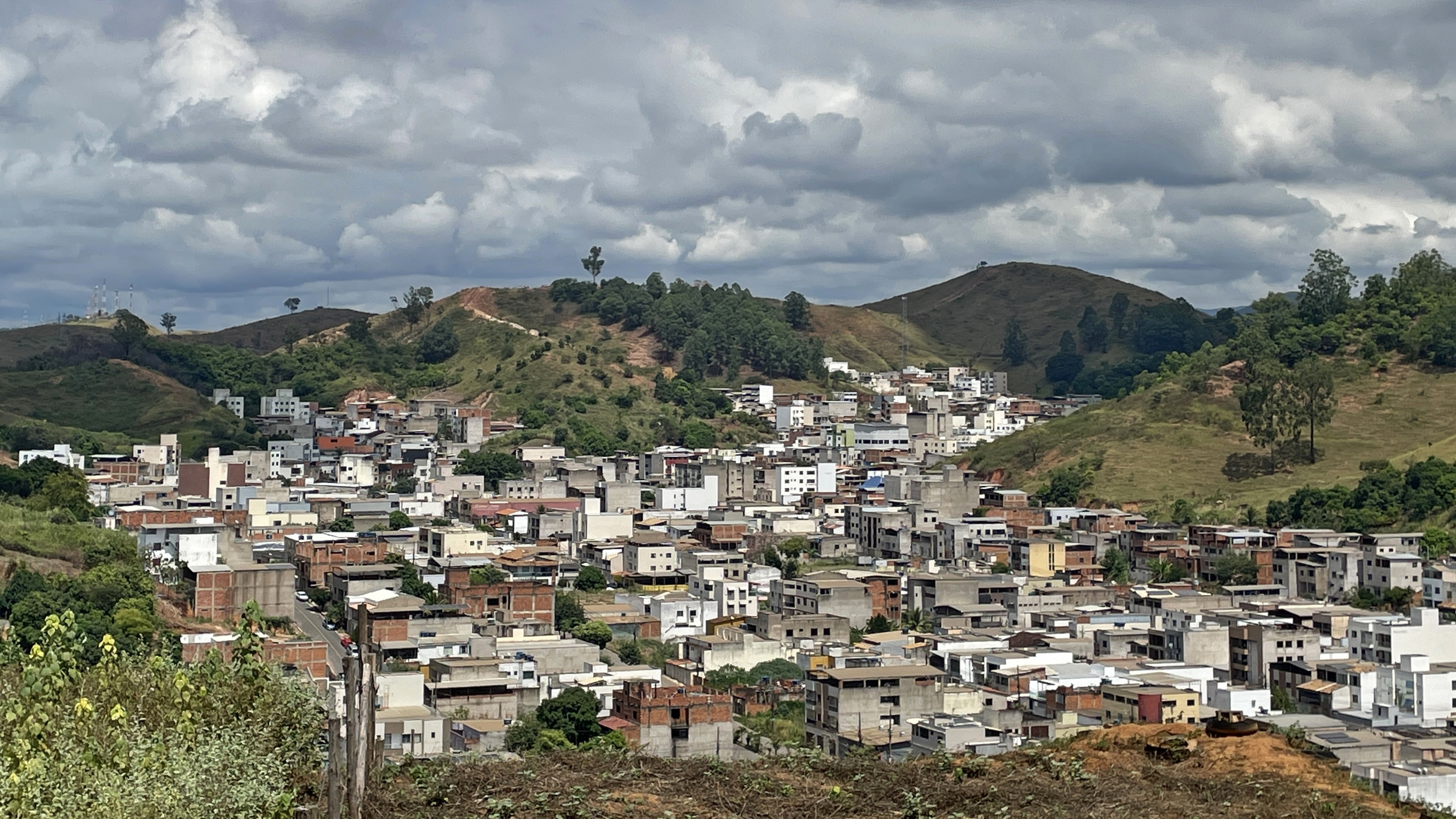
Vista parcial do bairro Jardim Vitória, que faz conurbação com Ipatinga.

Santana do Paraíso não conta com divisão em distritos, entretanto o município se encontra dividido em 12 bairros situados em seu perímetro urbano, além de dez comunidades rurais e o Distrito Industrial. A maioria dos bairros que compõem a área central da cidade é mais antiga e concentra cerca de 40% da população municipal, segundo o IBGE em 2010, sendo essa zona composta pelos bairros Alto Santana, Centro, Josefino Anício dos Reis, Oliveira, Residencial Paraíso, São Francisco, São José, Vale do Paraíso e Veraneio.
De forma geral, os loteamentos irregulares e ocupações em encostas se concentram na área central da cidade, por onde também passam cursos hidrográficos que são utilizados para despejo de esgoto. Afastados da região central e próximos ao perímetro urbano de Ipatinga, o bairro Águas Claras e o Industrial também têm suas origens anteriormente à emancipação de Santana do Paraíso e abrangem cerca de 39% da população do município. O bairro Ipaba do Paraíso encontra-se na divisa com Ipaba, às margens do rio Doce, e compreende cerca de 7% da população.
Em conurbação com o município de Ipatinga se encontram diversos loteamentos relativamente recentes, implantados após a década de 1990, sendo os principais: Cidade Nova, Jardim Vitória, Parque, Parque Caravelas, Residencial Betânia e Residencial Bom Pastor. Essas localidades contam com muitos lotes que ainda estão vagos ou com construções em andamento, no entanto a maioria das novas divisões possui uma considerável infraestrutura. Também são notáveis os chacreamentos, destinados sobretudo às construções de residências de alto padrão, dentre os quais destacam-se: Chácaras Aeroporto, Chácaras do Vale, Chácaras do Vale Expansão e Chácaras Paraíso I e II.

## Economia

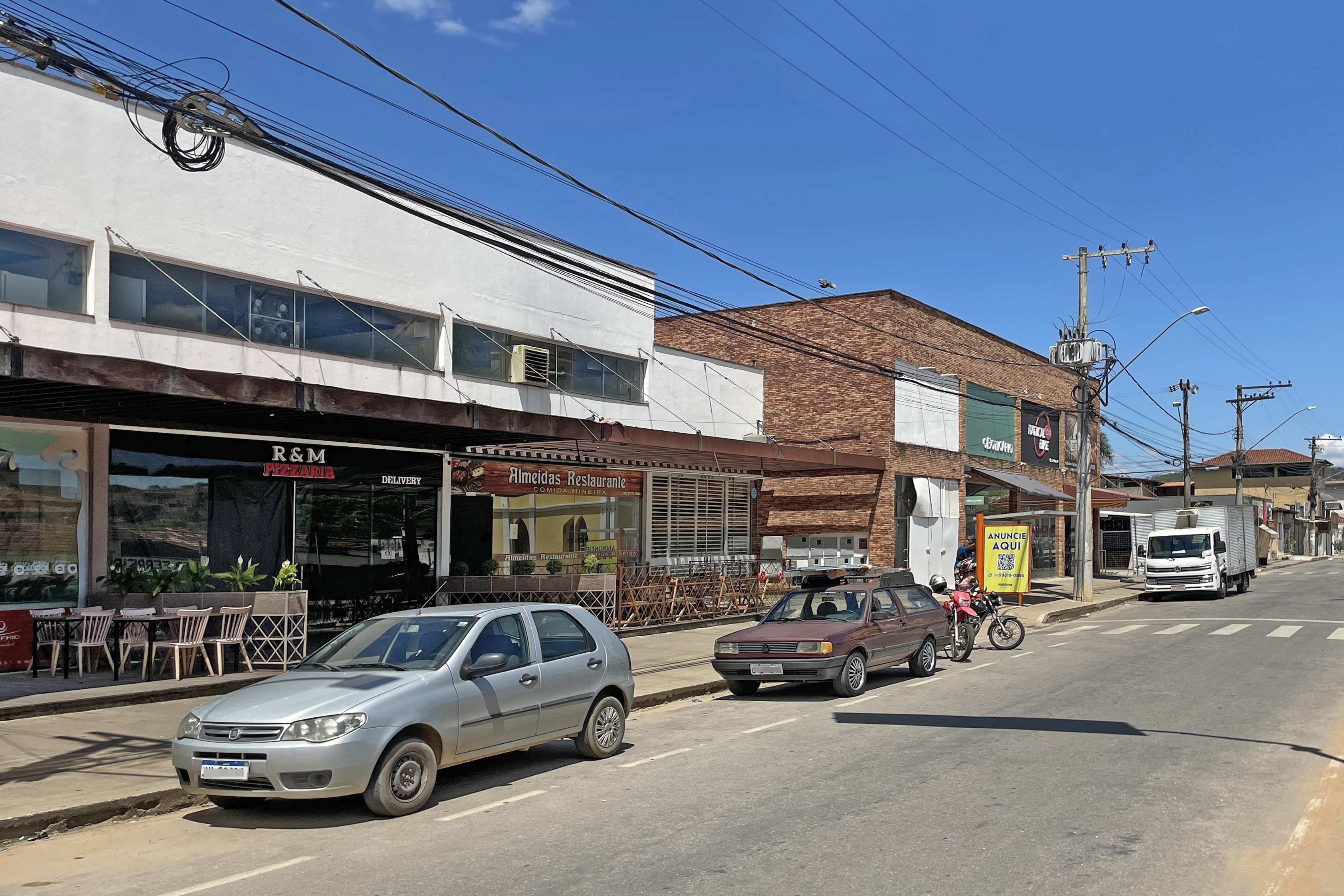
Comércio no Centro da cidade

No Produto Interno Bruto (PIB) de Santana do Paraíso, destacam-se as áreas da indústria e de prestação de serviços. De acordo com dados do IBGE, relativos a 2021, o PIB a preços recorrentes do município era de R$ 750 462,52 mil. 85 949,02 mil eram de impostos sobre produtos líquidos de subsídios a preços correntes e o PIB per capita era de R$ 20 818,42. Em 2010, 67,30% da população maior de 18 anos era economicamente ativa, enquanto que a taxa de desocupação era de 10,39%. Cabe ressaltar, no entanto, que cerca de 50% da população se deslocava para outro município para trabalhar, dada a localização e o fácil acesso aos complexos industriais situados nos demais municípios da Região Metropolitana do Vale do Aço.
Em 2022, salários juntamente com outras remunerações somavam 176 901 mil reais e o salário médio mensal de todo município era de 2 salários mínimos. Havia 1 552 unidades locais. Segundo o IBGE, em 2010, 67,93% das residências sobreviviam com menos de salário mínimo mensal por morador (5 361 domicílios), 26,62% sobreviviam com entre um e três salários mínimos para cada pessoa (2 101 domicílios), 2,31% recebiam entre três e cinco salários (182 domicílios), 0,72% tinham rendimento mensal acima de cinco salários mínimos (57 domicílios) e 2,41% não tinham rendimento (190 domicílios).

### Agropecuária

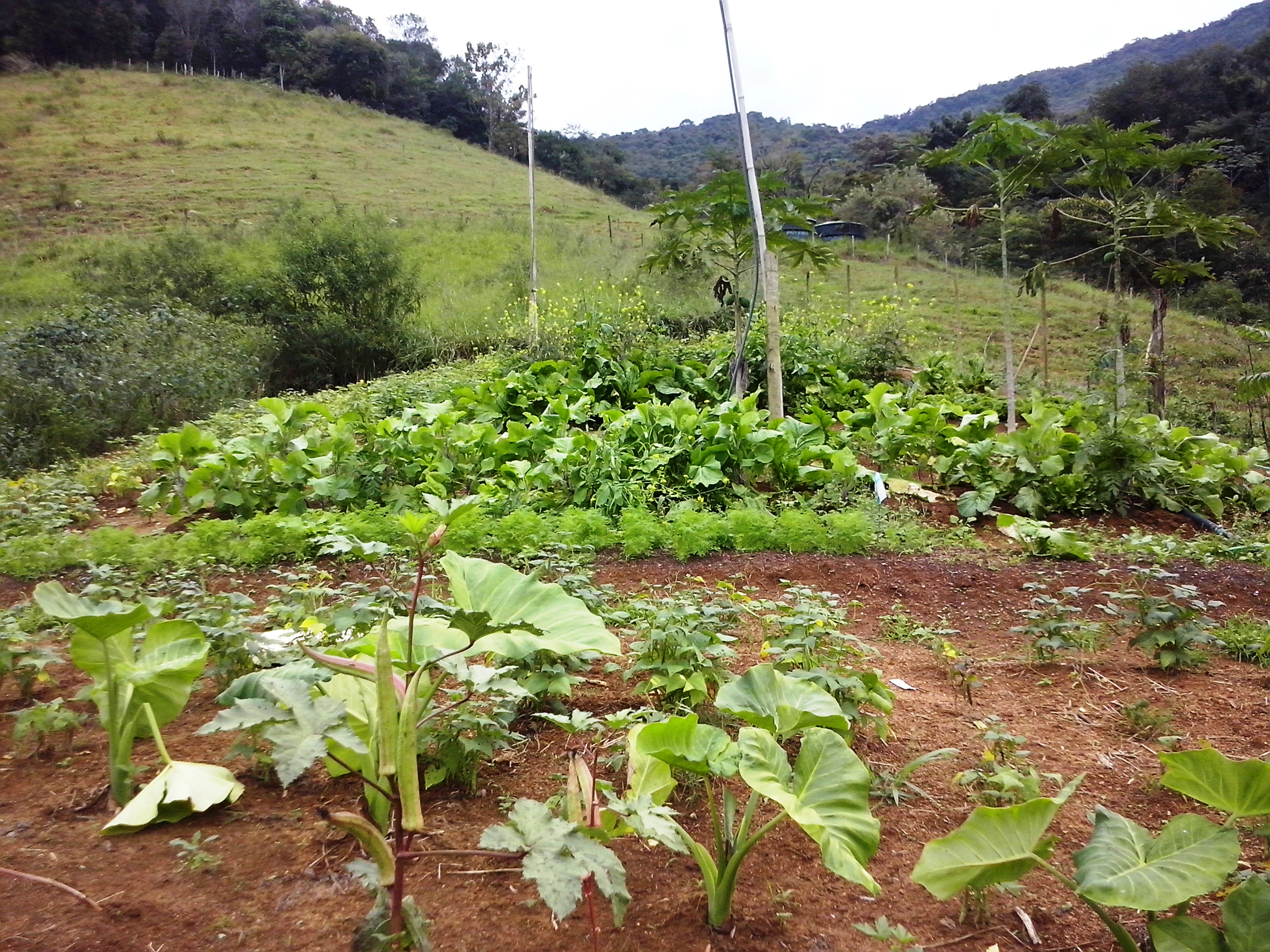
Agricultura em Santana do Paraíso

Em 2021, a pecuária e a agricultura acrescentavam 12 578,83 mil reais na economia de Santana do Paraíso, enquanto que em 2010, 6,45% da população economicamente ativa do município estava ocupada no setor. Segundo o IBGE, em 2023 o município possuía um rebanho de 5 131 bovinos, 4 120 galináceos, 625 equinos, 412 suínos, 84 caprinos, 41 ovinos e onze bubalinos. Neste mesmo ano, a cidade produziu 3 298 mil litros de leite de 910 vacas, 16 mil dúzias de ovos de galinha de 1 310 galinhas e 16 800 quilos de mel de abelha. Na aquicultura foram produzidos 2 000 kg de tilápia e 650 kg de carpa.
Na lavoura temporária, em 2023, as produções com as maiores áreas plantadas eram do feijão (46 hectares cultivados), milho (30 hectares), cana-de-açúcar (6 hectares) e mandioca (1 hectare). Já na lavoura permanente, destacaram-se o café (12 hectares), a banana (3 hectares) e o coco (1 hectare). A agricultura familiar se faz presente no município, sendo comercializada em feiras livres e estabelecimentos locais, mas também há presença de agroindústrias que exportam para outros municípios.

### Indústria e prestação de serviços

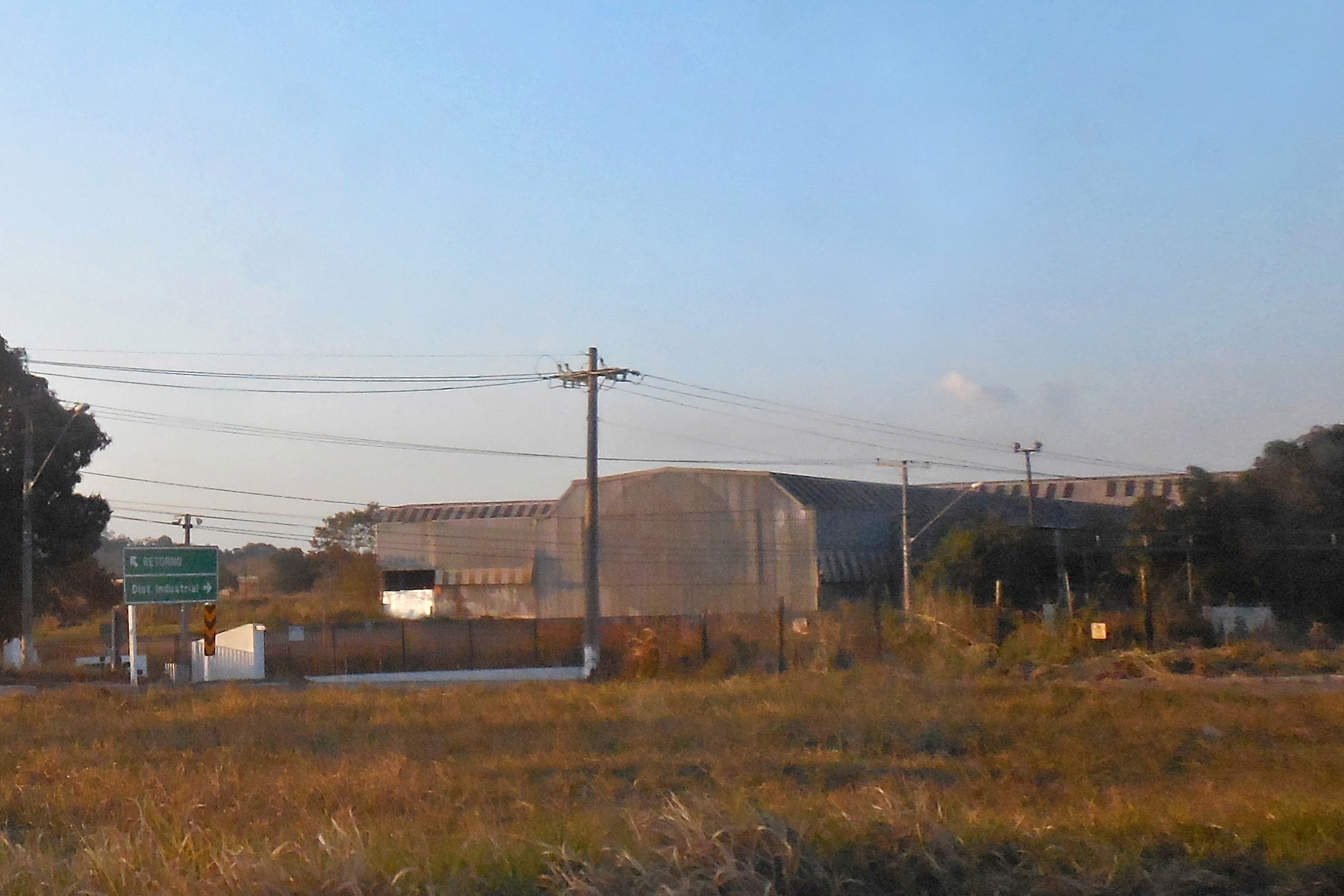
Galpões no Distrito Industrial de Santana do Paraíso, na margem da BR-458.

A indústria, em 2021, era o segundo setor que mais contribuía para a economia do município. 182 546,57 mil reais do PIB municipal eram do valor adicionado bruto do setor secundário. Segundo estatísticas do ano de 2010, 0,40% dos trabalhadores do município estavam ocupados no setor industrial extrativo e 21,48% na indústria de transformação. Santana do Paraíso possui um distrito industrial, que foi estruturado em 2000 e conta com área de cerca de 920 965 m².
Dentre outros ramos, fazem-se presentes em Santana do Paraíso a fabricação de móveis e artefatos mobilísticos, a produção de alimentos e bebidas, a fabricação de produtos oriundos da metalurgia e a fábrica da Cimentos Cauê, além da extração de eucalipto destinado a abastecer a usina de celulose da Cenibra, situada no município de Belo Oriente. Em 2023, de acordo com o IBGE, foram extraídos 135 600 metros cúbicos de eucalipto em tora, sendo 99,63% desse total destinado à produção de papel e celulose.
Em 2010, 12,97% da população ocupada estava empregada no setor de construção, 1,35% nos setores de utilidade pública, 11,99% no comércio e 36,17% no setor de serviços e em 2021, 298 909,26 mil reais do PIB municipal eram do valor adicionado bruto do setor de serviços e 170 478,84 mil reais do valor adicionado da administração pública. O movimento comercial em Santana do Paraíso possui pouca representatividade se comparado aos demais municípios da Região Metropolitana do Vale do Aço, no entanto o município tem como principais vias de articulação econômica um trecho que compreende as avenidas Getúlio Vargas e Minas Gerais e a Rua Sagrados Corações, no Centro, região onde se concentram serviços públicos, estabelecimentos comerciais, instituições de ensino e unidades de saúde.

## Infraestrutura

### Saúde
A rede de saúde de Santana do Paraíso inclui 12 unidades básicas de saúde e um Centro de Atenção Psicossocial (CAPS), segundo informações de 2018. A cidade não conta com hospitais e leitos e isso obriga os atendimentos aos casos mais graves e as internações a serem realizadas nos municípios vizinhos. Havia, em 2010, 0,33 enfermeiros, 0,37 dentistas e 0,2 médicos para cada mil habitantes, abaixo das médias nacionais de 0,69, 0,54, e 1,5, respectivamente. Em 2022, foram registrados 222 óbitos por morbidades, dentre os quais as doenças do sistema circulatório representaram a maior causa de mortes (29,28%), seguida pelos tumores (18,02%). Ao mesmo tempo, foram registrados 746 nascidos vivos, sendo que o índice de mortalidade infantil no mesmo ano foi de 5,36 óbitos de crianças menores de um ano de idade a cada mil nascidos vivos. Cabe ressaltar que, em 2010, 3,35% das meninas de 10 a 17 anos tiveram filhos.

### Educação

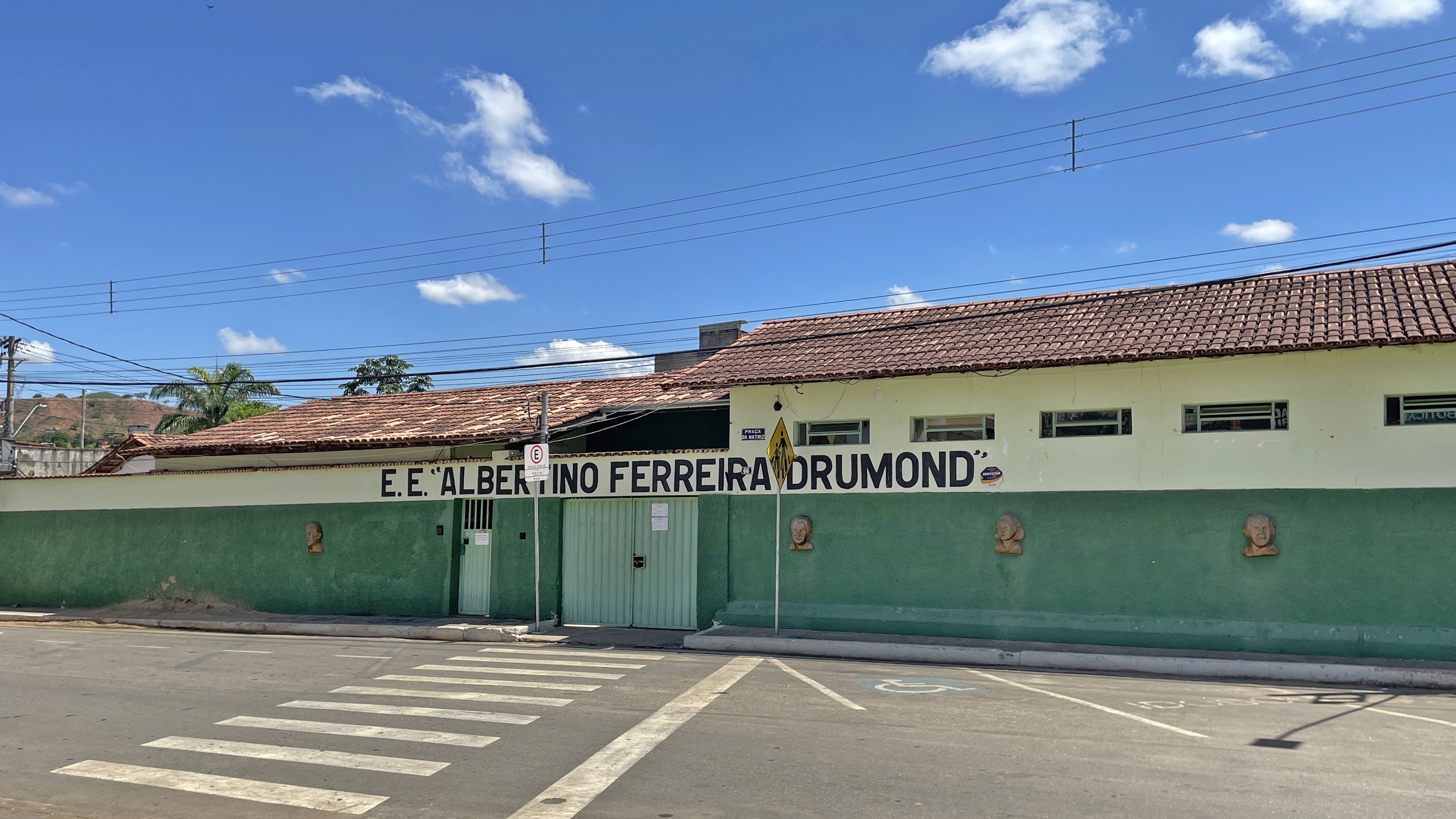
Fachada da Escola Estadual Albertino Ferreira Drumond

Na área da educação, o Índice de Desenvolvimento da Educação Básica (IDEB) médio entre os alunos dos anos iniciais do ensino fundamental das escolas públicas de Santana do Paraíso era de 6,2 em 2023, numa escala de avaliação que vai de nota 1 a 10, enquanto que a nota dos alunos dos anos finais do fundamental era 4,3. Em 2022, estavam matriculadas em escolas 33,19% das crianças com zero a três anos, 88,04% daquelas com quatro a cinco anos e 98,9% das que tinham entre seis e 14 anos, assim como 89,98% dos adolescentes entre 15 e 17 anos. Além disso, também frequentavam instituições de ensino 17,95% dos habitantes de 18 a 24 anos e 4,29% daqueles com 25 anos ou mais.
Dentre os habitantes de 18 anos ou mais em 2022, 31,83% não completaram o ensino fundamental, 12,47% tinham somente o fundamental completo, 43,88% tinham o ensino médio completo e 11,82% o ensino superior completo, sendo que a população com onze anos ou mais de idade tinha em média 9,1 anos de estudo. O percentual de alfabetização dos moradores de 15 anos ou mais, por sua vez, era de 96,42%, resultando em 3,58% de pessoas não alfabetizadas nesse grupo de idade. Já em 2023, havia 5 940 matrículas nas instituições de educação infantil e ensinos fundamental e médio da cidade.
| Educação infantil  | 1 311 | 112 | 14 |
| Ensino fundamental | 3 587 | 215 | 13 |
| Ensino médio       | 1 042 | 111 | 6  |

### Habitação, serviços e comunicações

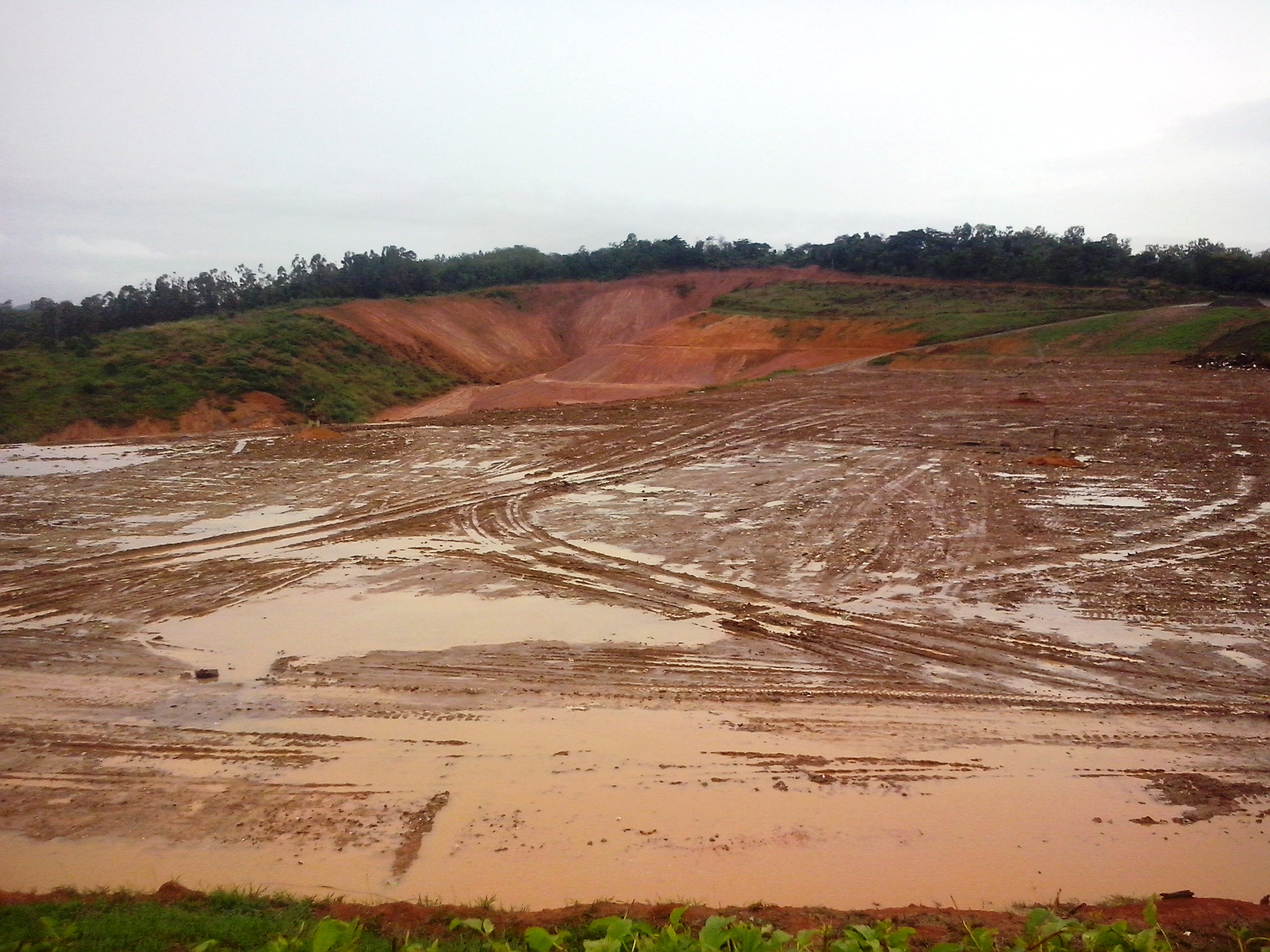
Aterro sanitário da Central de Resíduos do Vale do Aço (CRVA)

No ano de 2022, Santana do Paraíso possuía 16 720 domicílios particulares permanentes ocupados. Desse total, 11 331 eram casas (67,77%), 5 338 eram apartamentos (31,93%), 33 eram casas de vila ou em condomínio (0,20%), 13 eram cortiços (0,08%) e cinco eram estruturas degradadas ou inacabadas (0,03%). Do total de domicílios ocupados, 11 617 eram próprios (69,47%), sendo que 9 310 eram próprios já quitados e 2 306 próprios em aquisição; 4 581 eram alugados (27,40%); 496 imóveis eram cedidos ou emprestados (2,97%); e 28 foram ocupados de outras formas (0,17%).
Os serviços de abastecimento de água e coleta de esgoto são feitos pela Companhia de Saneamento de Minas Gerais (Copasa). Em 2022, segundo o IBGE, 85,49% dos domicílios possuíam a rede geral de água como principal forma de abastecimento e 99,99% possuíam banheiro de uso exclusivo da moradia. Com relação ao esgotamento sanitário, 90,81% das habitações eram atendidas pela rede geral ou pluvial. Grande parte da água utilizada para o suprimento da cidade e da região do Vale do Aço é originada de um aquífero aluvionar localizado no subsolo, sendo extraída e tratada na estação de tratamento de água da Copasa localizada no bairro Amaro Lanari, em Coronel Fabriciano. No entanto, Santana do Paraíso possui cinco pontos de captação e tratamento menores que atendem a algumas regiões do próprio município. Em março de 2024, entrou em operação a estação de tratamento de esgoto (ETE) do ribeirão da Garrafa, o que, segundo a Copasa, ampliou a porcentagem de águas residuais tratadas no município de 1,5% para 80%.
O serviço de abastecimento de energia elétrica é feito pela Companhia Energética de Minas Gerais (Cemig), que atende ainda a boa parte do estado de Minas Gerais. Em 2010, 99,6% dos domicílios possuía acesso à rede elétrica, de acordo com o IBGE. Quanto ao destino do lixo, segundo o censo de 2022, 99,16% das moradias eram atendidas por serviço de coleta, que tem como destino a Central de Resíduos do Vale do Aço (CRVA). Inaugurada em 2003, está localizada próxima ao bairro Águas Claras e também recebe o lixo produzido em outros municípios do Vale do Aço e mesmo da região. Há um sistema de coleta seletiva de material reciclável mantido informalmente pelos catadores de lixo.
O código de área (DDD) de Santana do Paraíso é 031 desde março de 2013, em substituição ao 033, e o Código de Endereçamento Postal (CEP) da cidade vai de 35179-000 a 35179-999. Em 10 de novembro de 2008, o município passou a ser servido pela portabilidade, assim como as outras cidades que possuíam DDD 033. O serviço postal é atendido por agências da Empresa Brasileira de Correios e Telégrafos funcionando nos bairros Centro, Industrial e Ipaba do Paraíso. Em relação à mídia, a cidade conta com rádios comunitárias e em modulação FM locais, além da veiculação de jornais produzidos no próprio município ou na Região Metropolitana do Vale do Aço, a exemplo do Diário do Aço.

### Segurança e criminalidade

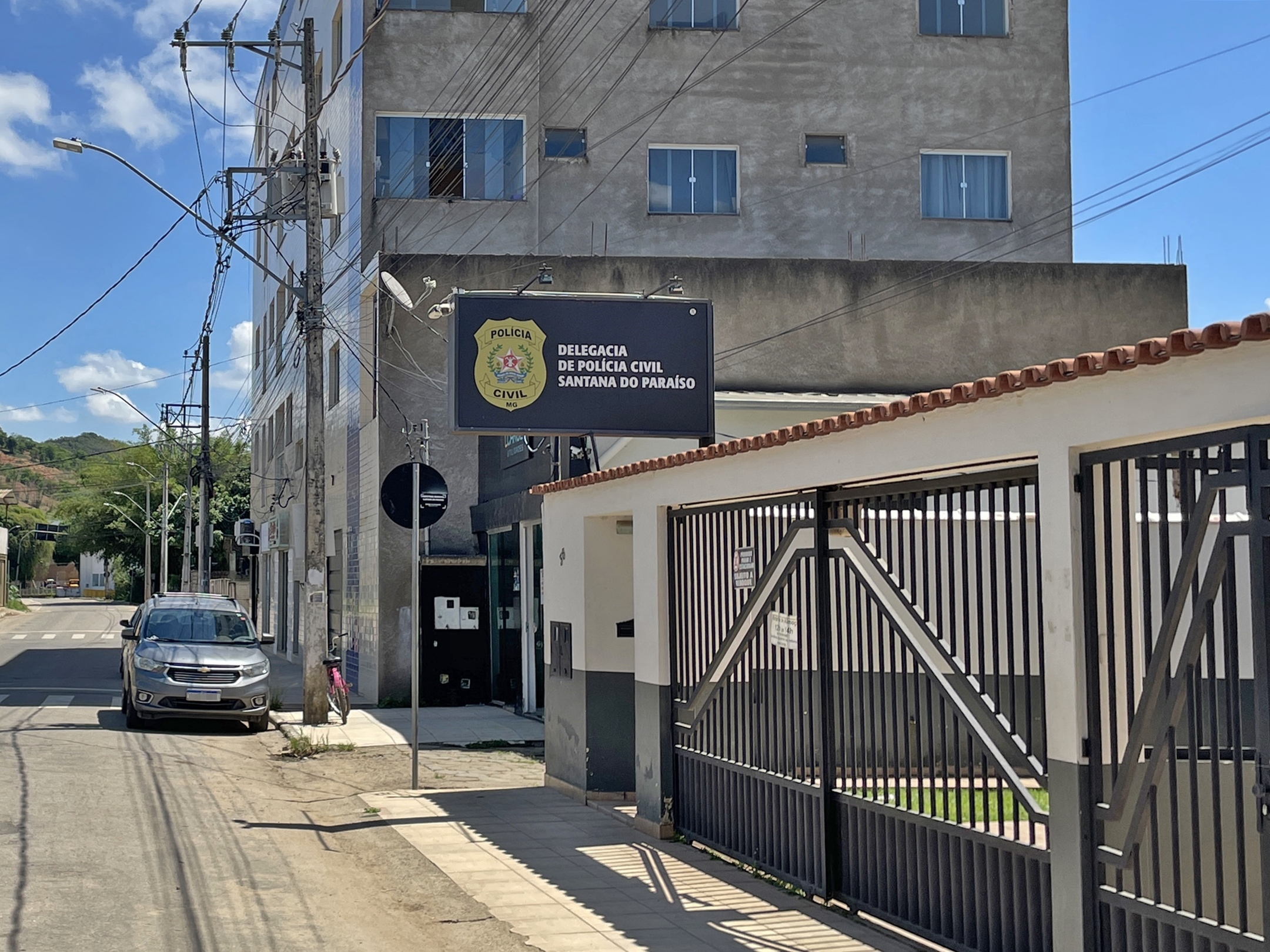
Delegacia de Polícia Civil de Santana do Paraíso

A provisão de segurança pública de Santana do Paraíso é dada por diversos organismos. A Polícia Militar, uma força estadual, é a responsável pelo policiamento ostensivo das cidades, o patrulhamento bancário, ambiental, prisional, escolar e de eventos especiais, além de realizar ações de integração social. O município é atendido pelo Batalhão da Polícia Militar de Ipatinga. Já a Polícia Civil tem o objetivo de combater e apurar as ocorrências de crimes e infrações. A delegacia de Polícia Civil da cidade representa uma Área Integrada de Segurança Pública (AISP), a qual se encontra subordinada à Delegacia Regional de Polícia Civil de Ipatinga. Também há a atuação da defesa civil, subordinada à prefeitura.
Em 2013, a Polícia Militar registrou um total de 91 crimes violentos, sendo 60 roubos (65,9%), 16 tentativas de homicídio (17,6%) e 15 homicídios (16,5%). Em 2022, foram registrados três homicídios, uma queda em relação aos cinco em 2021. O pior ano de 2000 a 2022 foi 2011, com 15 ocorrências. Parte dos homicídios está relacionada ao tráfico de drogas, que também contribui com a prática de outros delitos, visto que os usuários normalmente furtam e roubam para sustentar seus vícios. Os bairros Industrial e Cidade Nova são apontados pela Polícia como os mais violentos, onde se concentraram a maioria das ocorrências no município.

### Transportes

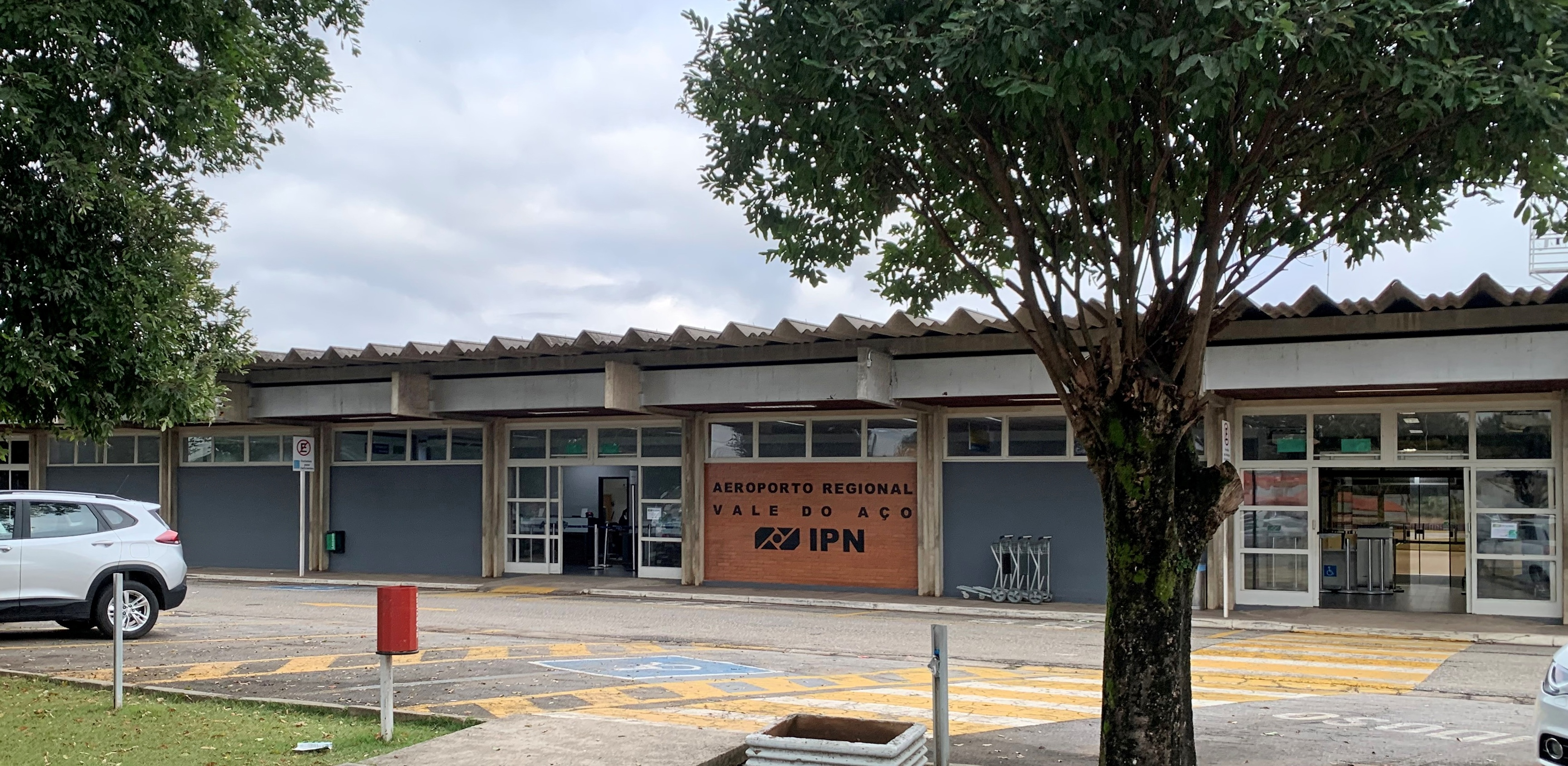
Terminal do Aeroporto Regional do Vale do Aço, que está localizado em Santana do Paraíso.

O transporte aeroviário é possível por meio do Aeroporto de Ipatinga (IATA: IPN, ICAO: SBIP), denominado Aeroporto Regional do Vale do Aço, que se encontra no território de Santana do Paraíso. Construído pela Usiminas, está localizado a cerca de 3 km do Centro da cidade vizinha e beneficia a toda a Região Metropolitana do Vale do Aço com voos diários para a Região Metropolitana de Belo Horizonte, apesar de já ter ofertado outros destinos no passado. O município também é cortado pelas linhas da Estrada de Ferro Vitória a Minas (EFVM), a qual possibilita o transporte ferroviário de passageiros através da estação localizada em Ipaba do Paraíso.
A frota municipal no ano de 2023 era de 13 408 veículos, sendo 7 205 automóveis, 3 694 motocicletas, 868 caminhonetes, 368 caminhões, 360 caminhonetas, 236 reboques, 213 motonetas, 100 ciclomotores, 96 caminhões-trator, 84 utilitários, 58 ônibus, 56 micro-ônibus, 56 semirreboques, oito tratores de rodas, cinco triciclos e um sidecar. Em 2024, foi executada a pavimentação de uma ciclovia de 10 km ao longo da MG-232, ligando o bairro Industrial ao Centro de Santana do Paraíso. Contudo, a infraestrutura das calçadas é deficiente em muitos bairros, sendo notados problemas com irregularidades, obstáculos e falta de continuidade no piso. O município é cortado pelas rodovias federais BR-381, principal acesso à capital mineira e ao Espírito Santo; e BR-458, ligação do Vale do Aço até a BR-116. No entanto, apenas a MG-232 atende diretamente ao Centro da cidade, ligando-o a Ipatinga e até à MG-010, próxima à Região Metropolitana de Belo Horizonte. A Viação Univale fornece linhas diretas que ligam os principais bairros do município a Ipatinga.

## Cultura

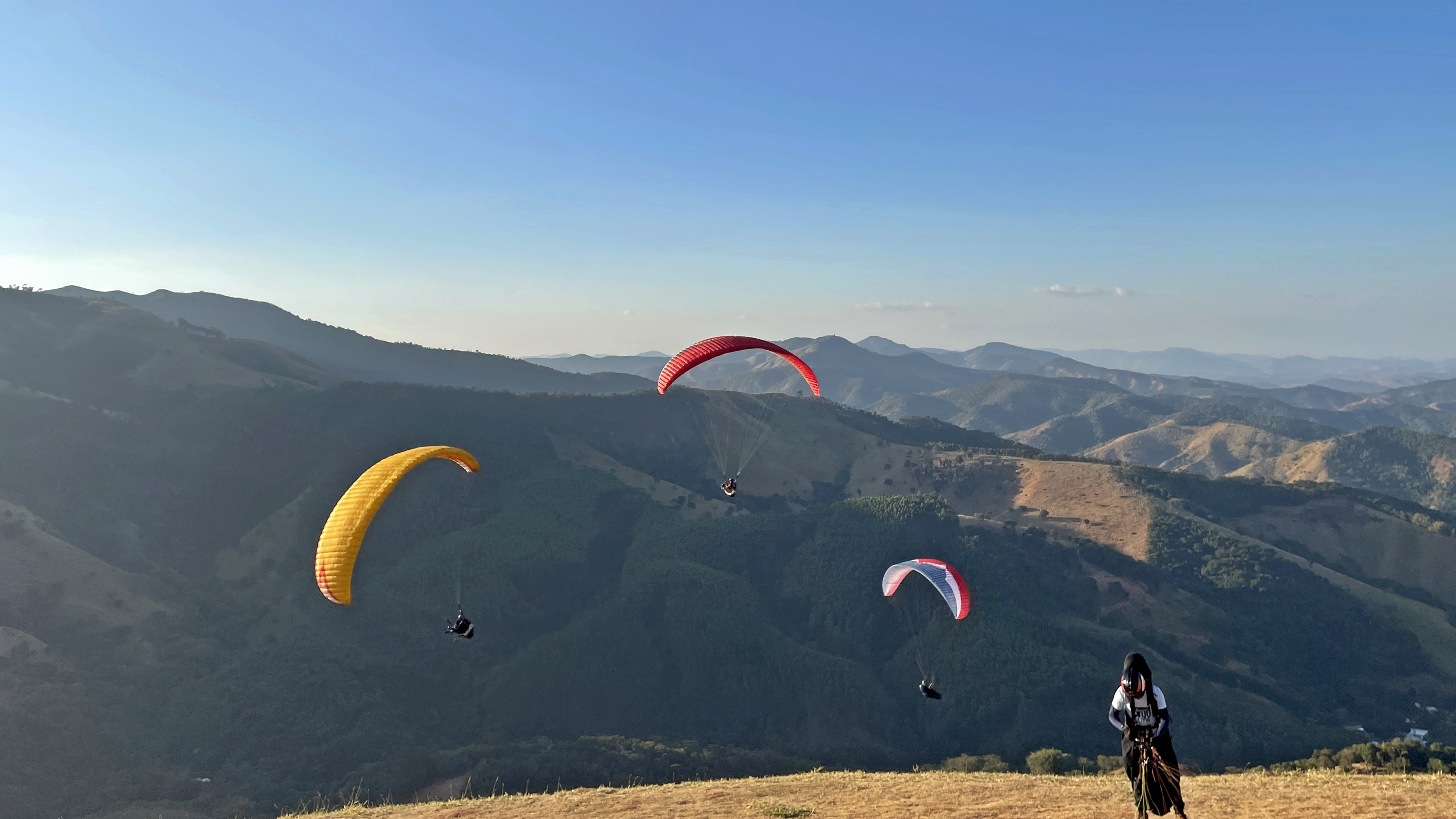
Salto de parapente na Serra da Viúva

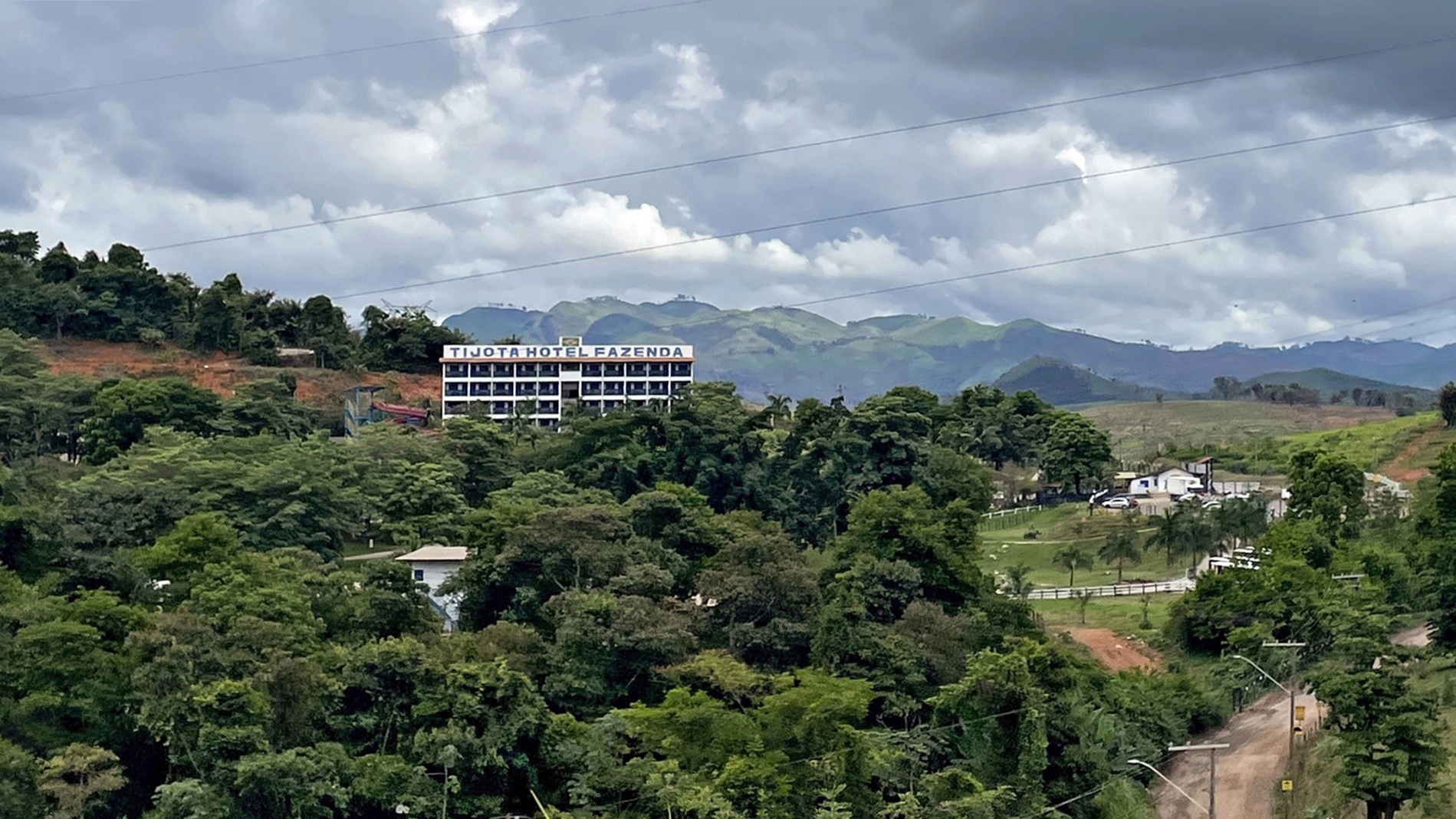
Tijota Hotel Fazenda, uma pousada na zona rural do município.

Santana do Paraíso conta com um conselho municipal de cultura, de caráter deliberativo e paritário e que foi criado em 2006. Também há legislações municipais de proteção ao patrimônio cultural material, ministradas por um setor da prefeitura que atua como órgão gestor da cultura no município. A pontuação de políticas culturais do município para o cálculo do ICMS Cultural, válida para exercício em 2024, foi de 1,50 em uma escala que vai de 0 a 4. A pontuação total, considerando variantes como conservação, despesas e quantidade de bens tombados e/ou registrados, foi de 8,35.

### Artes e folclore
Dentre os espaços culturais, destaca-se a existência de uma biblioteca mantida pelo poder público municipal e estádios ou ginásios poliesportivos, segundo o IBGE em 2005 e 2012. Há existência de equipes artísticas de teatro, dança, coral, folclore e grupos musicais, de acordo com o IBGE em 2012. O artesanato também é uma das formas mais espontâneas da expressão cultural paraisense, sendo que, segundo o IBGE, as principais atividades artesanais desenvolvidas são o bordado e trabalhos com materiais recicláveis. Na zona rural a agricultura familiar se destaca com a produção de linguiça, mel, café, doces, biscoitos, pães, requeijão e biscoito de polvilho, dentre outros alimentos caseiros. Por vezes, a produção artesanal do município é exportada para os municípios vizinhos.
A cidade possui um folclore rico e diversificado. Uma de suas principais manifestações culturais é o Congado de Nossa Senhora do Rosário, um tradicional grupo de marujada que canta marchas em homenagem à Nossa Senhora do Rosário em ocasiões festivas da cidade. Foi fundado por um grupo de agricultores década de 1960 e apesar de ter ameaçado se desestruturar com a morte de Albertino Daniel, um de seus pioneiros, a equipe persistia com cerca de 20 integrantes, segundo informações de 2011. Sob intermédio da Lei de Incentivo à Cultura, a Usiminas, em parceria com a prefeitura, ocasionalmente leva a Santana do Paraíso uma programação diversificada que envolve a realização de oficinas, espetáculos culturais e cinema. Esses eventos ocorrem tanto nas escolas quanto nas principais praças da cidade, abertos para a população em geral.

### Marcos e eventos

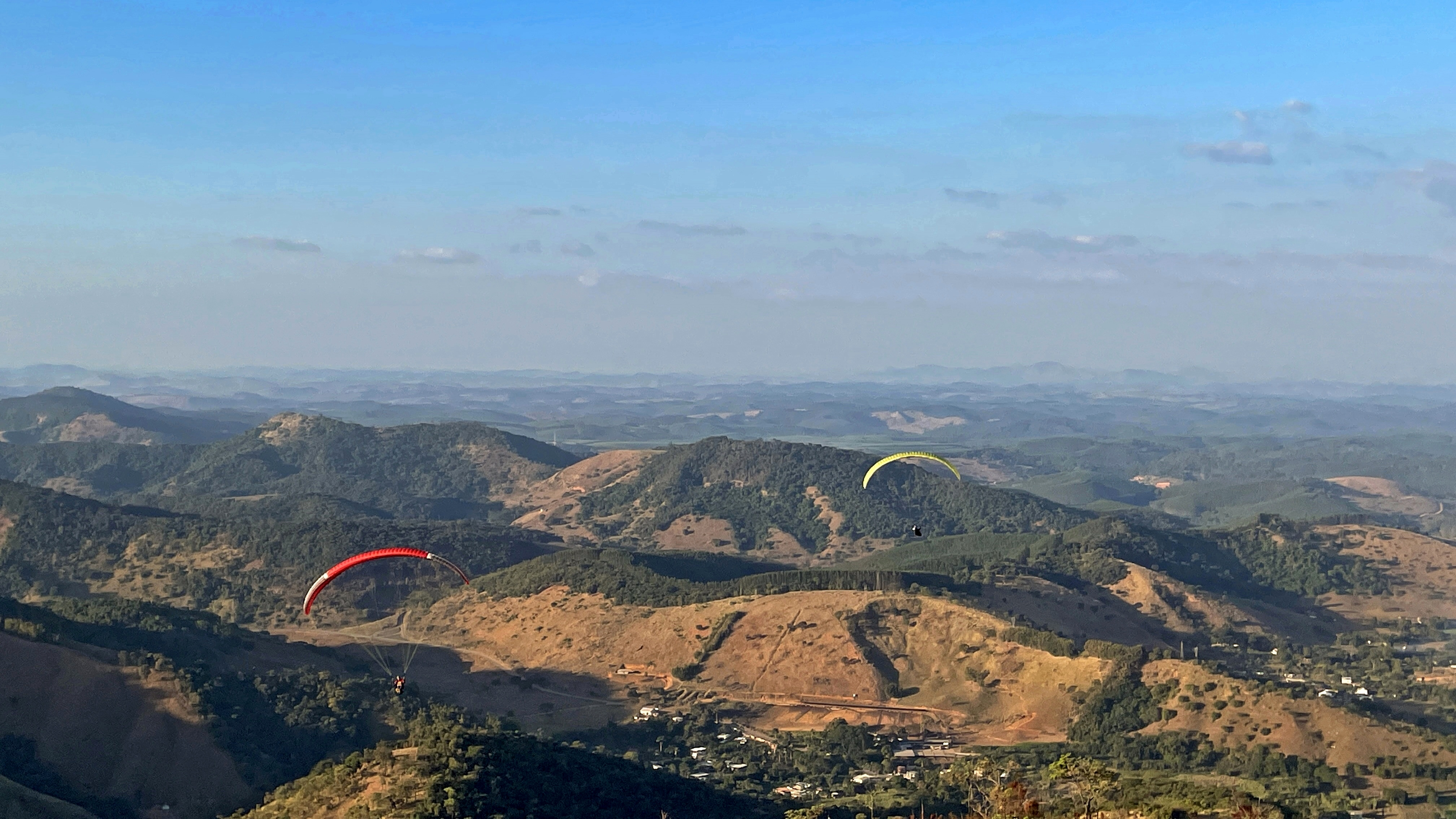
Horizonte do município visto da Serra da Viúva

Santana do Paraíso faz parte do Circuito Turístico Mata Atlântica de Minas Gerais, que foi oficializado em 2010 pela Secretaria de Estado de Turismo com o objetivo de estimular o turismo na região. Os principais atrativos naturais do município são as diversas trilhas, matas, lagoas e cachoeiras existentes na zona rural, alguns equipados com infraestrutura para os frequentadores. Dentre as cachoeiras mais frequentadas estão a do Engenho, de Cima, Bela Vista e da Bitinga. Muitos de seus pequenos rios são propícios à prática de esportes radicais, como aqua-trekking, e há formações rochosas utilizadas para escaladas e saltos de voo livre.
Um dos locais utilizados para saltos de voo livre é a Serra da Viúva, que atinge os 900 metros de altitude. Na formação geográfica está localizada a Rampa de Voo Livre José Paulino dos Santos, que é uma referência para a prática do esporte na região e já atraiu praticantes de outros estados e países. A serra é aberta à visitação e também possibilita a contemplação da paisagem. Outro marco geográfico utilizado para fins turísticos é a Pedra dos Tancredos, situada próxima ao Centro. Trata-se de um ponto de referência da cidade e é usada para escaladas.

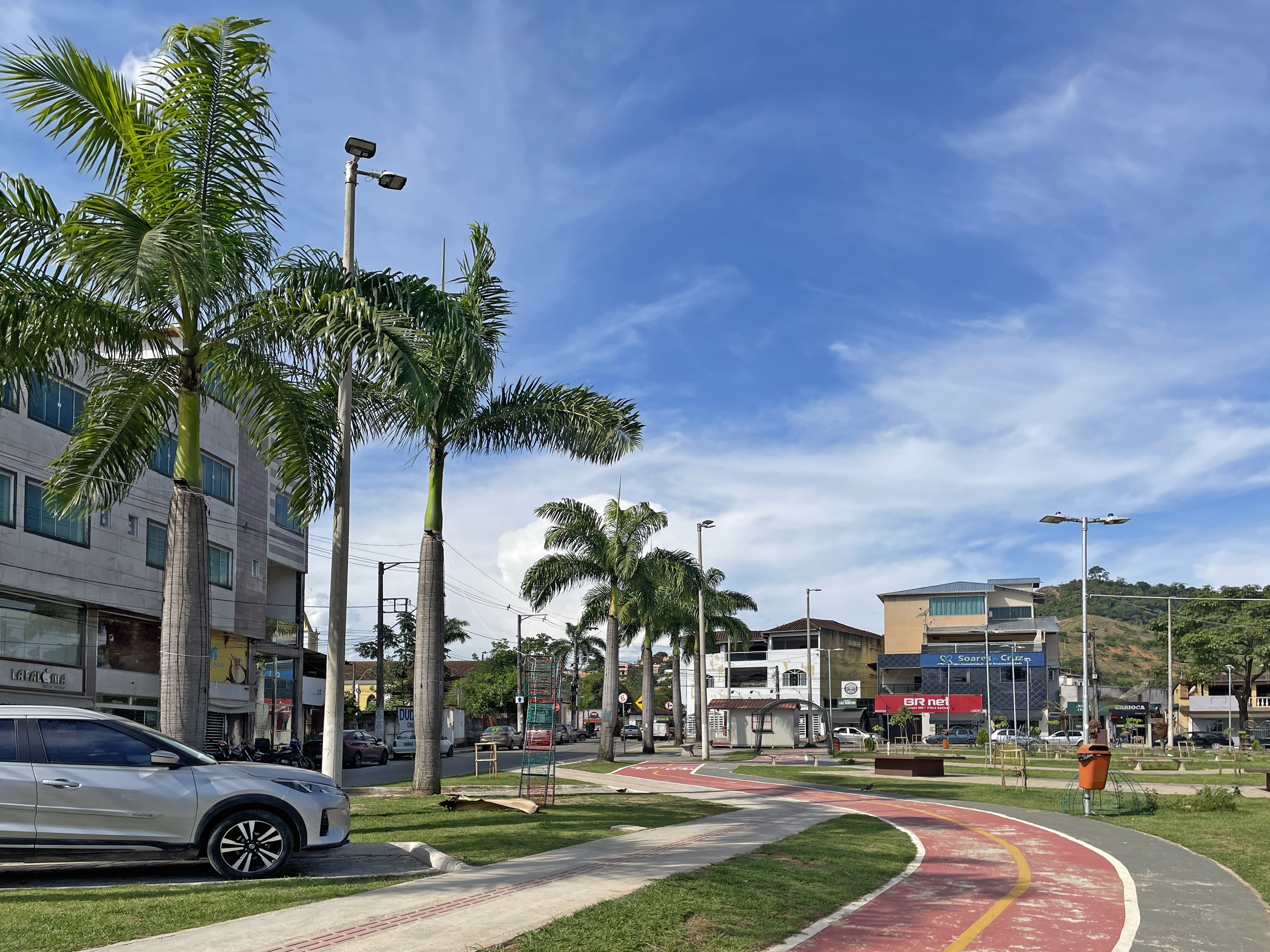
Pistas de pedestres e ciclistas na Praça de Eventos Dona Maria do Carmo

Na zona urbana, destacam-se os bens que são tombados como patrimônio cultural pela prefeitura, sendo eles a Igreja Matriz de Santana, que está localizada na Praça da Matriz, no Centro de Santana do Paraíso, e é mantida pela Paróquia Santana; a gameleira da Avenida Minas Gerais, que é um marco situado no acesso à cidade pela MG-232; além do Casarão de Ipaba do Paraíso, que serviu como residência a ferroviários que trabalharam na locação da Estrada de Ferro Vitória a Minas (EFVM) pela região e posteriormente também foi utilizado como escola e posto de saúde. A Praça da Matriz e a Praça de Eventos Dona Maria do Carmo, ambas no Centro, também são pontos de referência da cidade e recorrentemente utilizadas para receber eventos.
Dentre os principais eventos realizados regularmente em Santana do Paraíso, que configuram-se como importantes atrativos, destacam-se a Festa do Divino, que é realizada com a participação do Congado de Nossa Senhora do Rosário em janeiro; as festividades do aniversário da cidade, que é comemorado em 28 de abril mas tem programação que envolve dias seguidos de exposições, concursos, eventos religiosos, corrida rústica e espetáculos musicais com bandas regionais, além do bolo que simboliza a contagem de anos em metros; e a festa de Santa Ana, padroeira municipal, que ocorre anualmente em julho com barraquinhas com comida, apresentações musicais, celebrações religiosas especiais e o show pirotécnico que atraem milhares de pessoas em algumas edições.

### Feriados
Em Santana do Paraíso há dois feriados municipais e oito feriados nacionais, além dos pontos facultativos. Os feriados municipais são o dia do aniversário da cidade, comemorado em 28 de abril; e o dia de Santa Ana, padroeira municipal, celebrado em 26 de julho.